# 11. Mai
Der 11. Mai ist der 131. Tag des gregorianischen Kalenders (der 132. in Schaltjahren), somit verbleiben 234 Tage bis zum Jahresende.

## Ereignisse

### Politik und Weltgeschehen

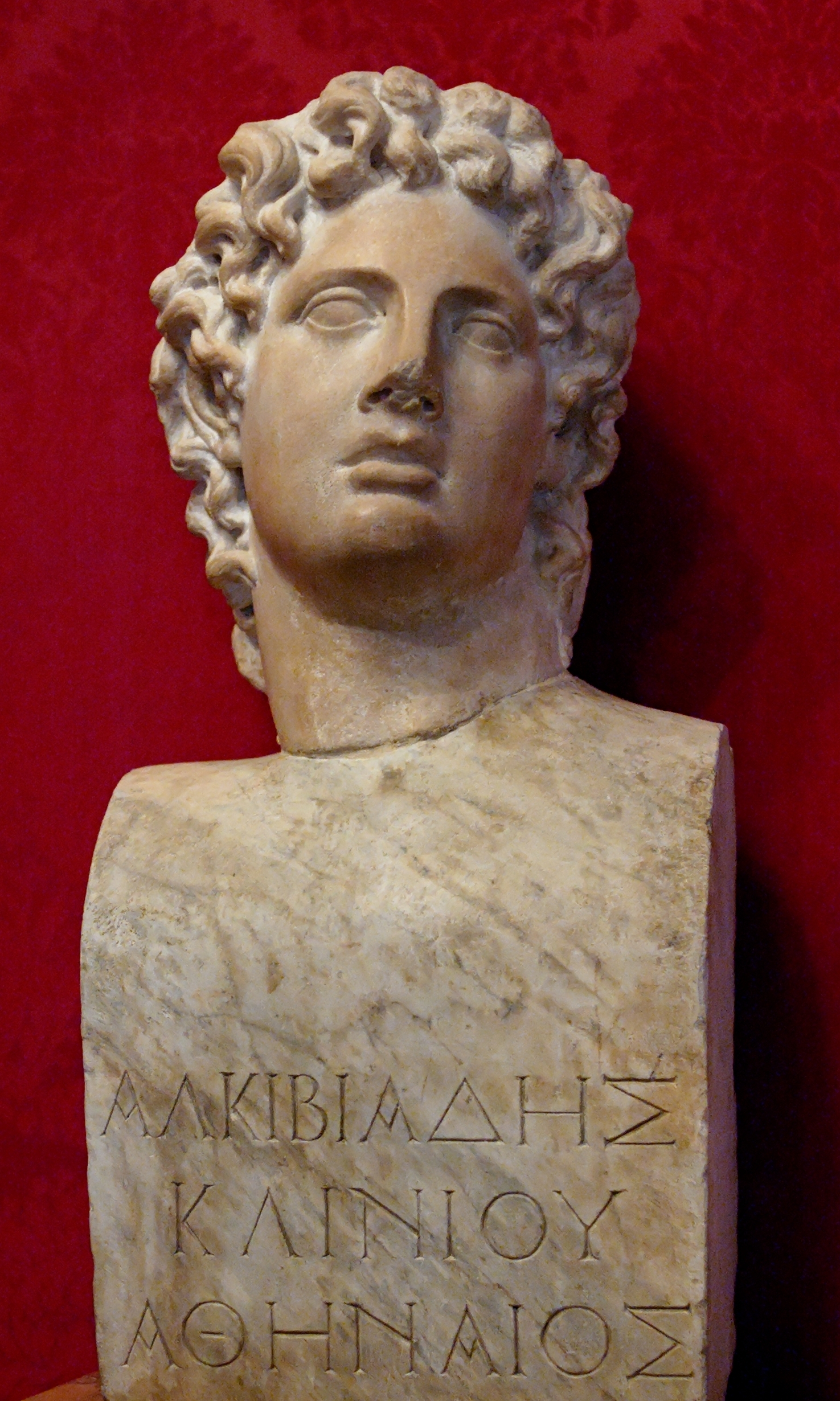
415 v. Chr.: Alkibiades

- 0415 v. Chr.: In Athen, das sich gerade mitten in den Vorbereitungen auf die Sizilienexpedition im Peloponnesischen Krieg gegen Sparta befindet, werden am Morgen zahlreiche Hermen mit abgeschlagenem Kopf vorgefunden. Des Hermenfrevels verdächtigt wird deswegen unter anderem der Feldherr Alkibiades, doch der Prozess wird verschoben, um seine Abreise nicht zu verzögern.

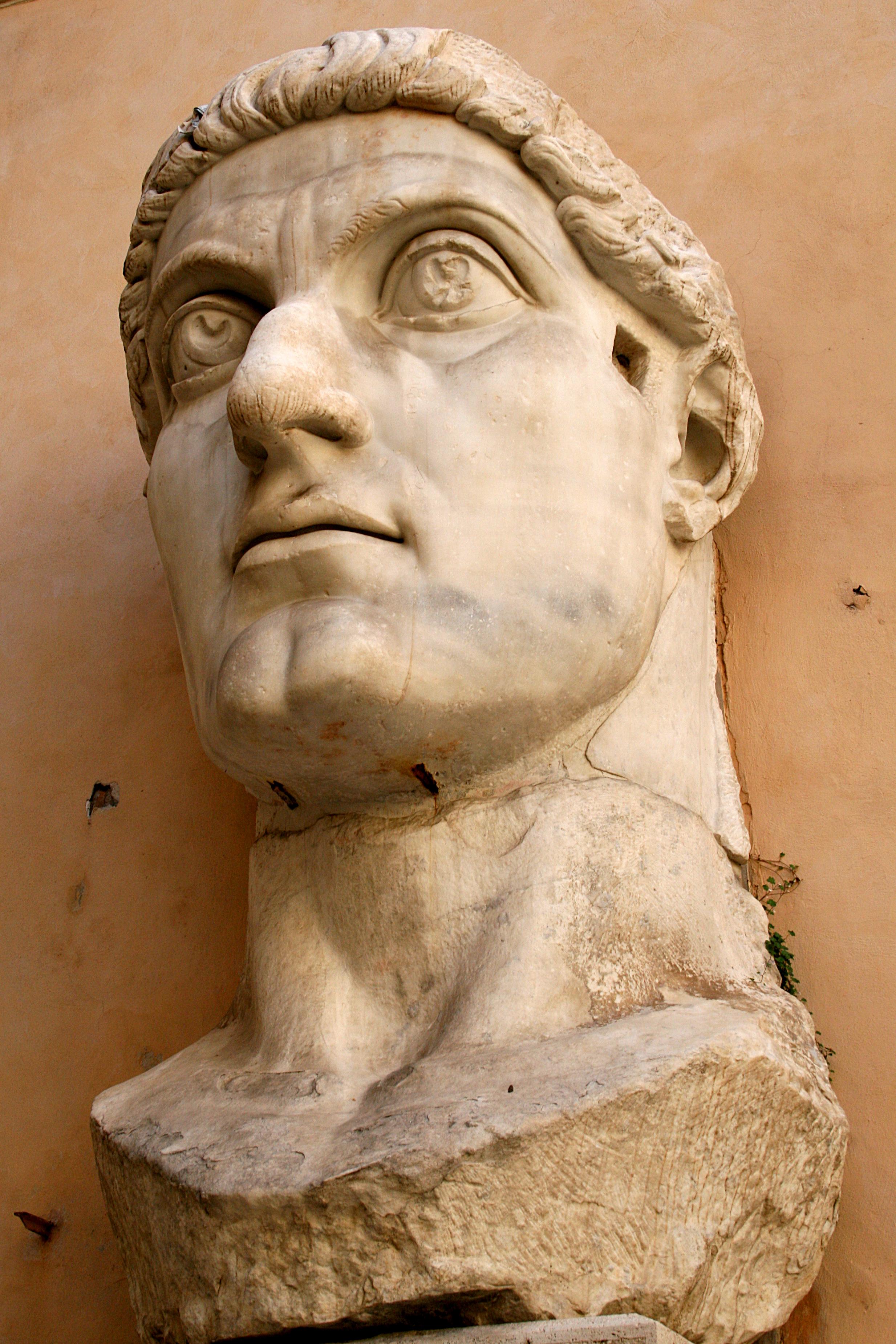
330: Konstantin der Große

- 0330: Kaiser Konstantin der Große weiht nach mehrjähriger Bauzeit das bisherige Byzantion unter dem Namen Nova Roma ein und macht es zur Hauptstadt des Römischen Reiches. Nach seinem Tod erhält die Stadt den Namen Konstantinopel.
- 1189: In Regensburg bricht anderthalb Jahre nach der Eroberung Jerusalems durch die Ayyubiden unter Sultan Saladin Kaiser Friedrich I. Barbarossa mit einem mehrtausendköpfigen Heer zum Dritten Kreuzzug auf.
- 1258: Im Vertrag von Corbeil gibt Jakob I. von Aragonien Erbansprüche auf zwei französische Grafschaften auf, während im Gegenzug Frankreichs König Ludwig IX. den Verbleib von Nordkatalonien und Barcelona beim Königreich Aragonien anerkennt.

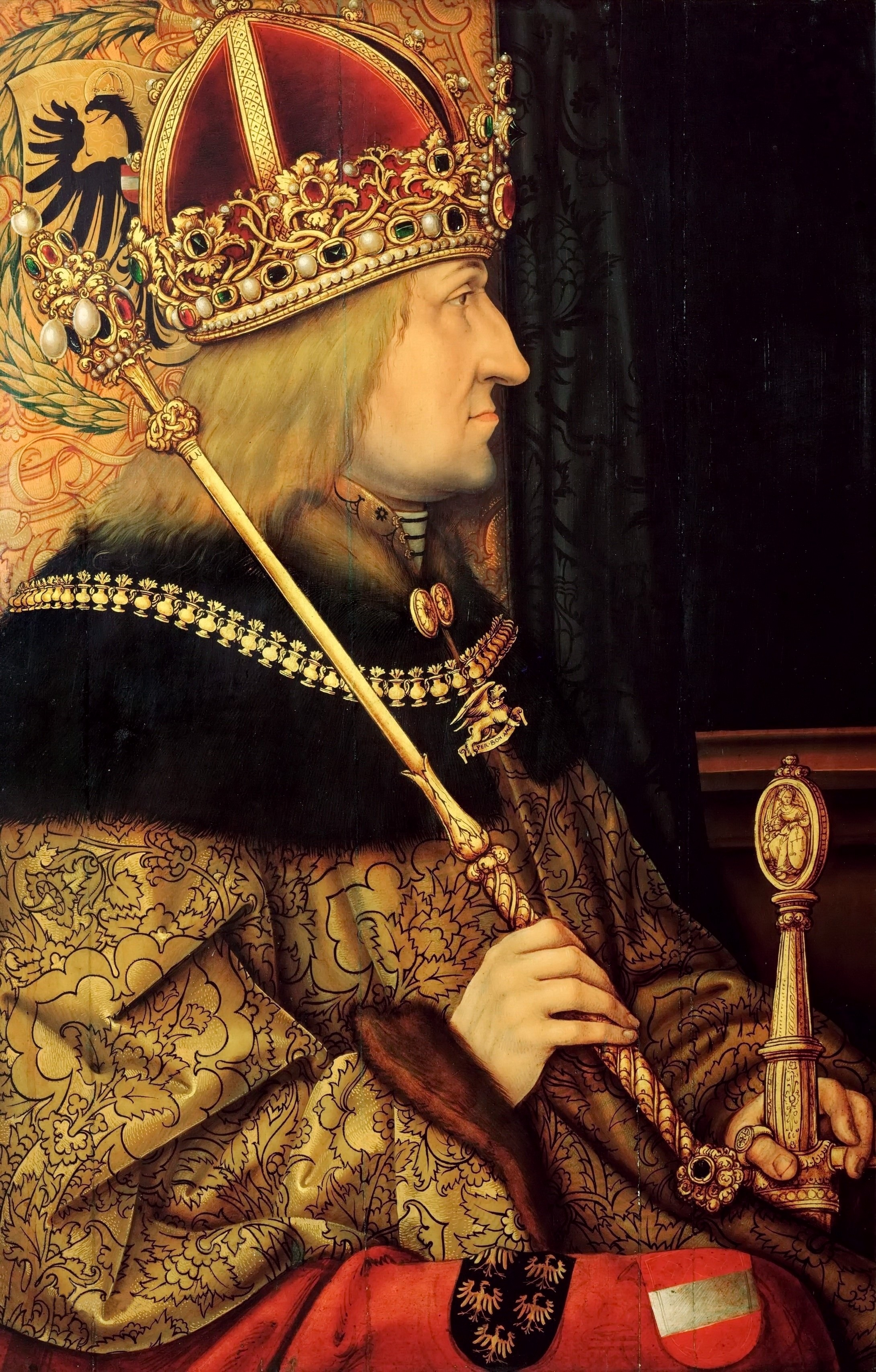
1484: Friedrich III.

- 1484: Die Armee Kaiser Friedrichs III. unter der Führung von Kaspar von Rogendorf, die das von ungarischen Truppen unter Tobias von Boskowitz und Černahora belagerte Korneuburg entsetzen will, erleidet in der Schlacht bei Leitzersdorf eine schwere Niederlage. Mit diesem Sieg hat der ungarische König Matthias Corvinus, der große Teile der habsburgischen Erblande besetzt hält, seinem Konkurrenten zugleich auch jegliche Möglichkeit einer Rückeroberung dieser Territorien genommen.

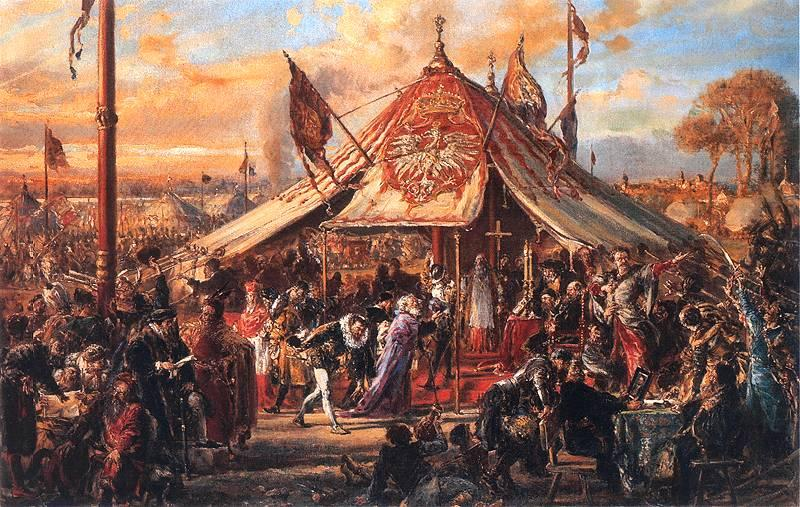
1573: Die Wahl Heinrichs

- 1573: Der französische Herzog Heinrich von Valois wird in Kamion zum ersten König des 1569 zur Realunion zusammengeschlossenen Polen-Litauen gewählt. Für seine Wahl muss er den Fürsten der Adelsrepublik in den Articuli Henriciani weitgehende Zugeständnisse machen.
- 1647: Petrus Stuyvesant trifft als neu ernannter Generaldirektor der Niederländischen Westindien-Kompanie in Nieuw Nederland ein, wo er Willem Kieft ablöst, dem wegen zahlreicher Verfehlungen im Mutterland der Prozess gemacht werden soll.

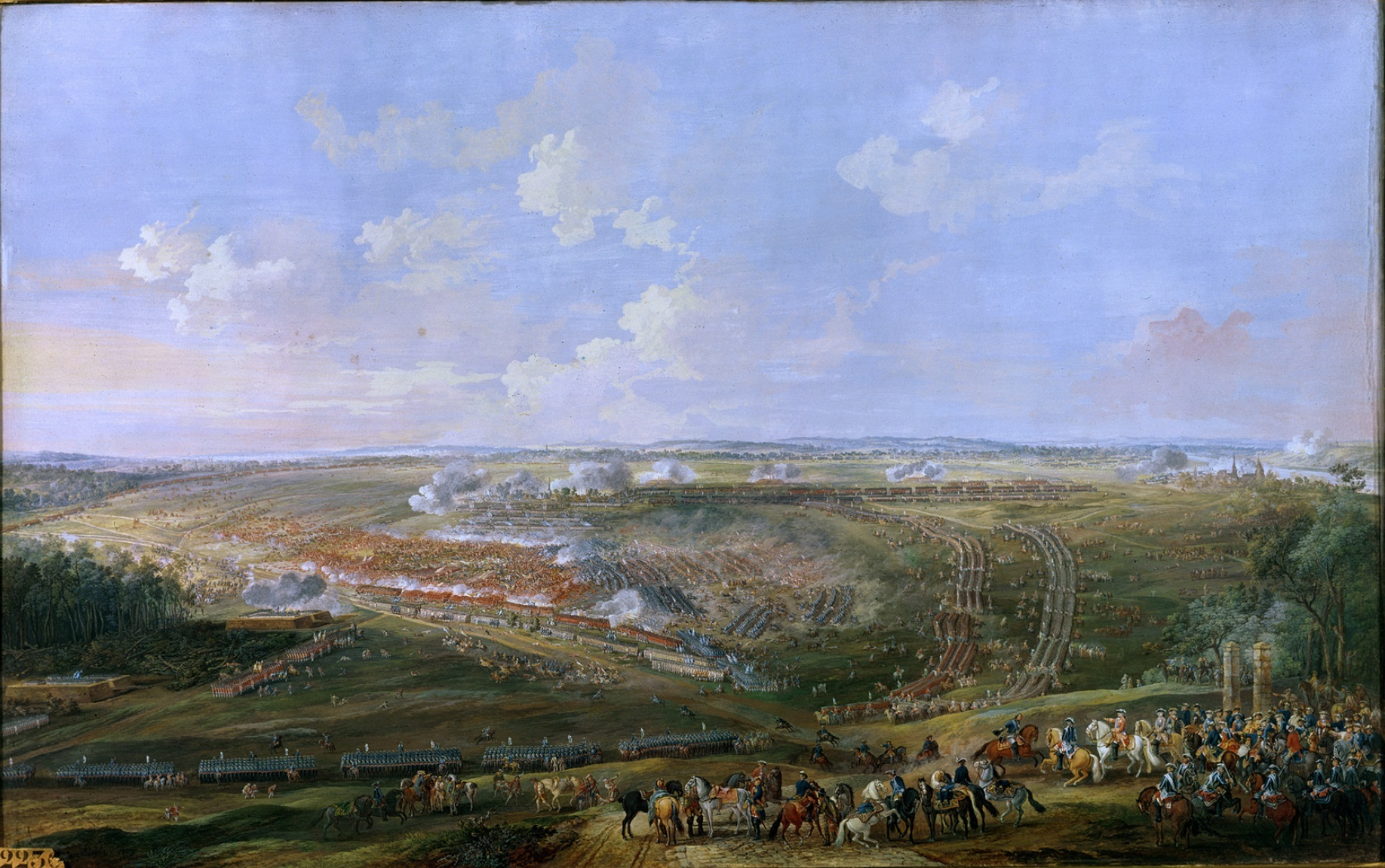
1745: Schlacht bei Fontenoy

- 1745: Im Österreichischen Erbfolgekrieg erkämpfen die Franzosen unter Moritz von Sachsen in der Schlacht bei Fontenoy einen verlustreichen Sieg gegen die Pragmatische Armee unter Wilhelm August, Herzog von Cumberland.
- 1792: Auf seiner Expedition entlang der nordwestlichen Pazifikküste des amerikanischen Kontinents segelt US-Kapitän Robert Gray in die Mündung eines Flusses, den er nach seinem Schiff Columbia Columbia River nennt und für die USA in Besitz nimmt.
- 1798: In der Zeit der Französischen Revolution unterstützt das Direktoriumsmitglied Louis-Marie de La Révellière-Lépeaux den unblutigen Staatsstreich vom 22. Floreal VI, der sich gegen die Jakobiner richtet.

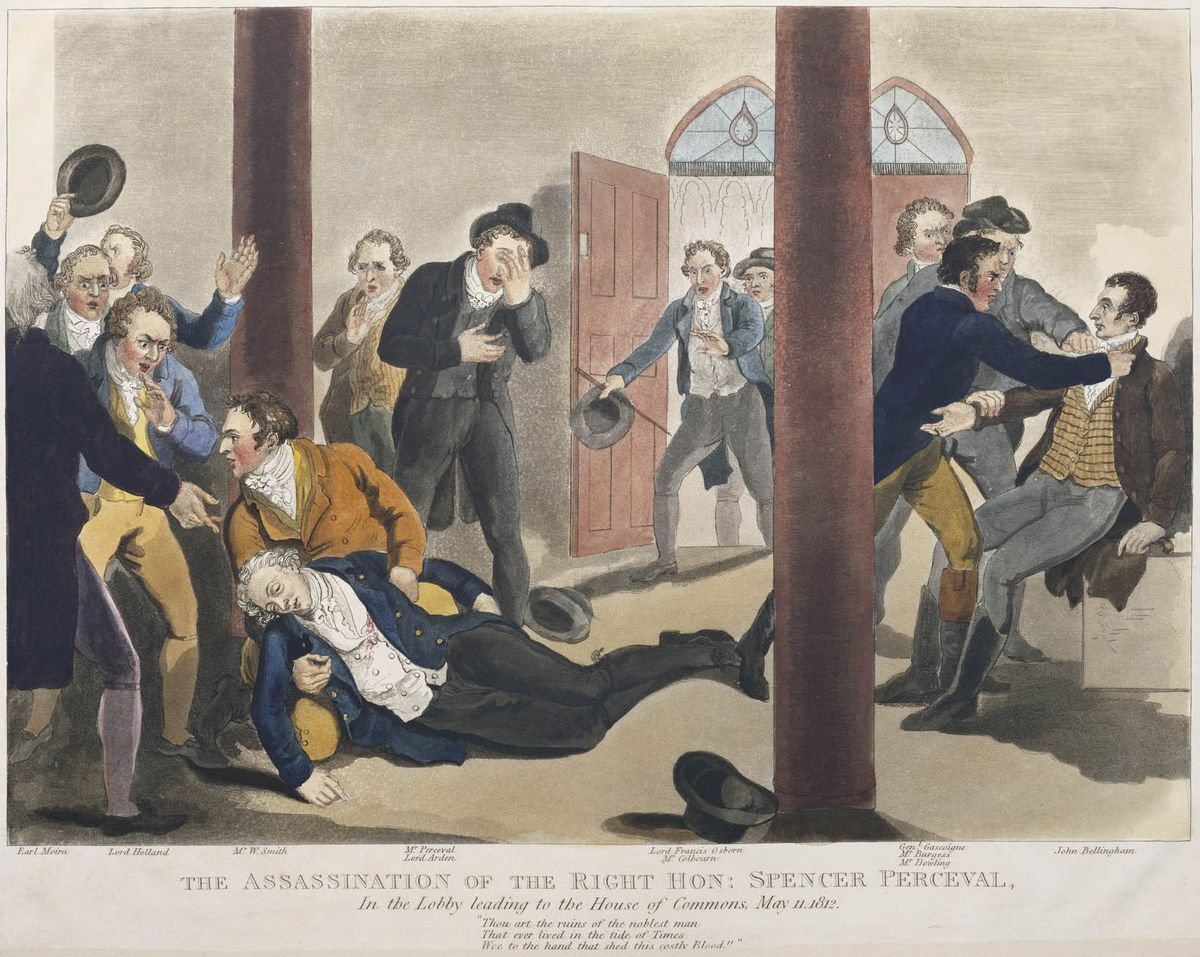
1812: Attentat auf Perceval, rechts Bellingham

- 1812: Der britische Premierminister Spencer Perceval wird auf dem Weg zum Palace of Westminster von John Bellingham erschossen. Es handelt sich um das bisher einzige erfolgreiche Attentat auf einen britischen Premierminister.
- 1818: In Stockholm wird Karl XIV. Johann zum schwedischen König gekrönt. Der frühere Marschall von Frankreich begründet das Königshaus Bernadotte.
- 1824: Mit der Einnahme der birmanischen Hafenstadt Rangun durch britische Truppen unter Archibald Campbell beginnt der erste Britisch-Birmanische Krieg.
- 1849: Als Folge der Reichsverfassungskampagne meutert die badische Garnison in der Festung Rastatt. Der Aufstand weitet sich landesweit aus und zwingt Großherzog Leopold wenige Tage danach zur Flucht aus Karlsruhe.

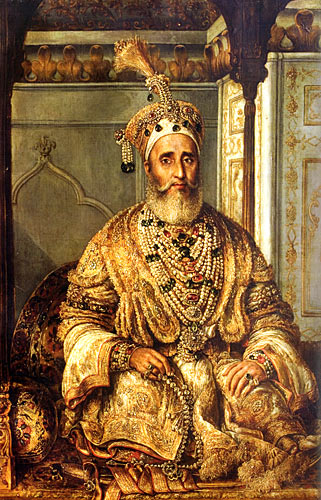
1857: Bahadur Shah II.

- 1857: Am zweiten Tag des indischen Aufstands gegen die britische Kolonialmacht übernehmen die Sepoys das Kommando in Delhi. Im Roten Fort übernimmt Großmogul Bahadur Shah II. formal ihre Führung.
- 1858: Der östliche Teil des bisherigen Minnesota-Territoriums wird unter dem Namen Minnesota als 32. Bundesstaat der Vereinigten Staaten aufgenommen. Der westliche Teil wird zunächst „unorganisiertes Gebiet“, um drei Jahre später zum Dakota-Territorium zusammengefasst zu werden.

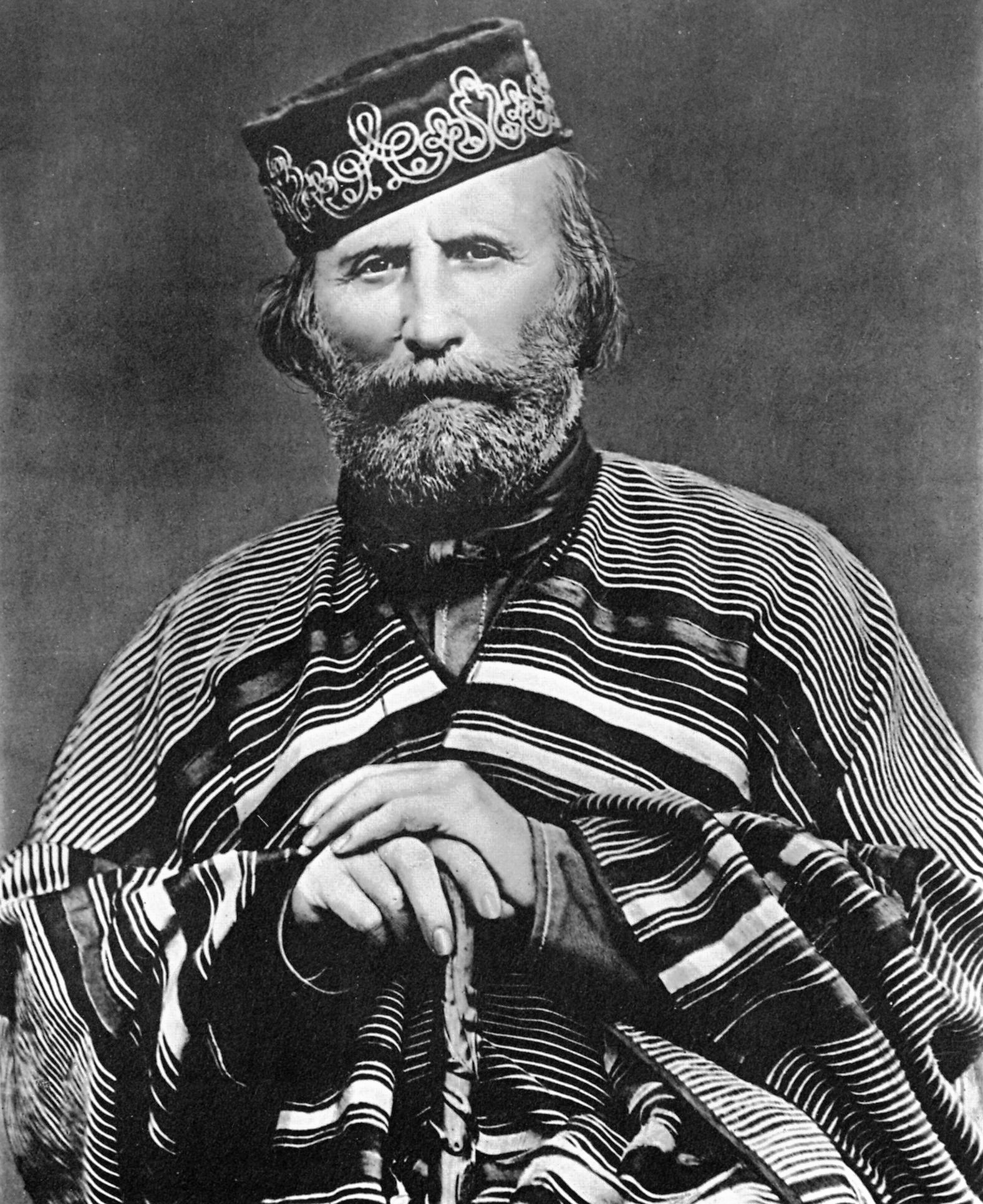
1860: Giuseppe Garibaldi

- 1860: Der italienische Guerillakämpfer Giuseppe Garibaldi landet unter dem Schutz zweier britischer Kriegsschiffe mit dem Zug der Tausend bei Marsala in Sizilien, um das bourbonisch beherrschte Königreich beider Sizilien im Zuge des Risorgimento zu erobern.
- 1864: In der Schlacht an der Yellow Tavern des Amerikanischen Bürgerkrieges unterliegt konföderierte Kavallerie unter Fitzhugh Lee einer Unionsübermacht unter Philip Sheridan. Dabei wird unter anderem Südstaatengeneral James Ewell Brown Stuart tödlich verwundet.
- 1866: König Ludwig II. von Bayern unterzeichnet den Mobilmachungsbefehl, womit Bayern auf Seiten Österreichs in den Deutschen Krieg zwischen Österreich und Preußen eintritt.
- 1867: Mit dem zweiten Londoner Vertrag gelingt es den Großmächten Großbritannien, Frankreich, Preußen und Russland, die Luxemburgkrise zwischen dem französischen Kaiser Napoleon III. und dem preußischen Ministerpräsidenten und Kanzler des Norddeutschen Bundes Otto von Bismarck beizulegen. Das Großherzogtum wird für neutral und unabhängig erklärt.
- 1873: Im Deutschen Kaiserreich unter Reichskanzler Otto von Bismarck wird das erste der Maigesetze erlassen, mit dem der Staat Einfluss auf die Ausbildung und die Bestellung katholischer Geistlicher nimmt. Damit beginnt der Höhepunkt des Kulturkampfes mit der katholischen Kirche.

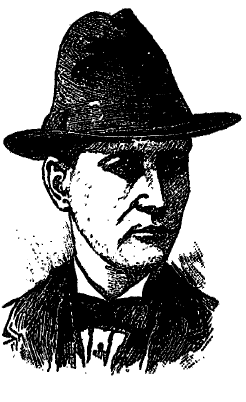
1878: Max Hödel

- 1878: Der Sozialist Max Hödel verübt in Berlin ein Pistolen-Attentat auf den deutschen Kaiser Wilhelm I., bei dem allerdings niemand verletzt wird. Das Attentat ist der Anlass für den Erlass des Sozialistengesetzes am 19. Oktober.

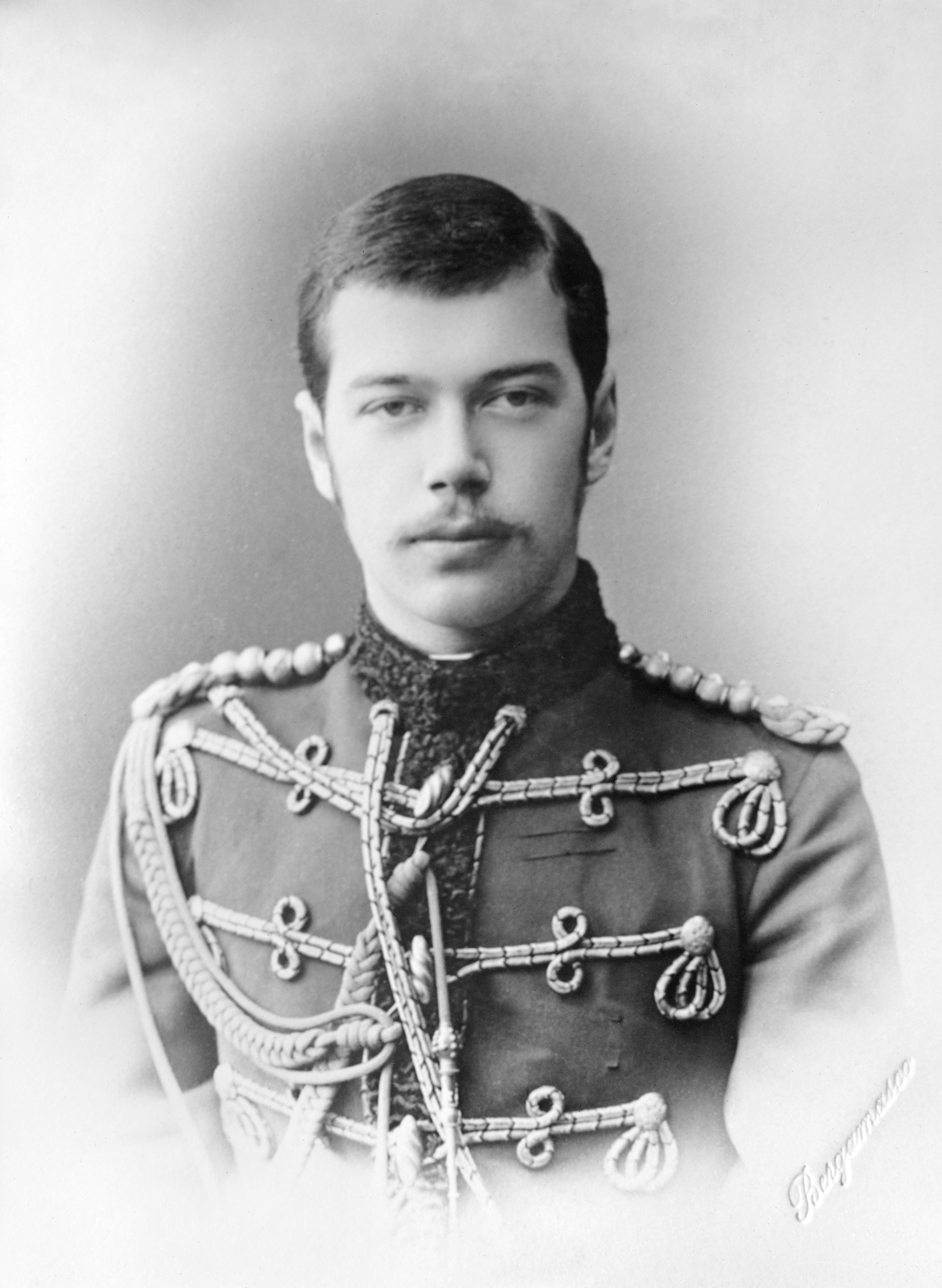
1891: Nikolaus II.

- 1891: Ōtsu-Zwischenfall: Auf den Zarewitsch Nikolaus II. wird bei seinem Aufenthalt in Japan während einer Asienreise ein Attentat unternommen. Tsuda Sanzō, der zusammen mit anderen Polizisten den Weg der Reisegruppe gesichert hat, verletzt ihn dabei mit einem Säbel an der rechten Schläfe, bevor er selbst überwältigt wird.
- 1894: In Illinois beginnen wilde Arbeitsniederlegungen, die sich als Pullman-Streik zu einem der größten Arbeiterproteste in den Vereinigten Staaten ausweiten.
- 1918: Im Nordkaukasus wird nach der Oktoberrevolution in Russland offiziell die Nord-Kaukasus-Republik ausgerufen. Die Hauptstadt des Staates, der nur knapp zwei Jahre Bestand hat, ist Wladikawkas, Premierminister ist Tapa Tchermoeff.

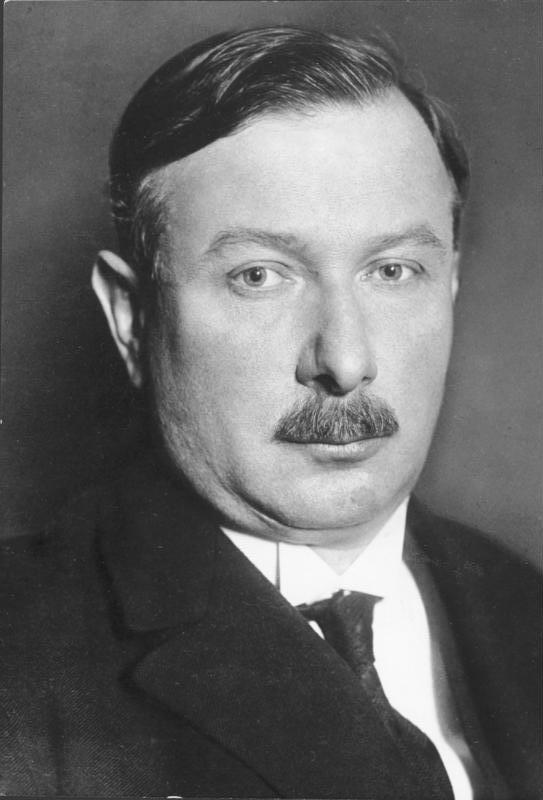
1921: Joseph Wirth

- 1921: Die deutsche Regierung unter Reichskanzler Joseph Wirth befolgt das unter der Drohung einer Ruhrgebietsbesetzung stehende Londoner Ultimatum der Alliierten, das Anlass zum Rücktritt des Kabinetts Fehrenbach war. Die deutschen Reparationen sollen 132 Milliarden Goldmark ausmachen, wie auf der Londoner Konferenz von den Siegern gegen starken deutschen Protest geregelt.

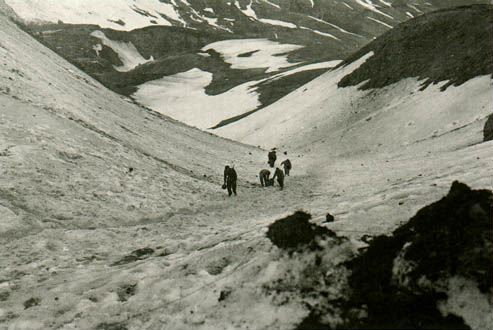
1943: US-Soldaten auf Attu

- 1943: Truppen der USA greifen während der Schlacht um die Aleuten im Pazifikkrieg die seit 1942 von den Japanern besetzte Aleuten-Insel Attu an. Der Kampf um die Insel dauert einen halben Monat.
- 1945: Die deutsche Besatzung der Festung Saint-Nazaire ergibt sich den Alliierten drei Tage nach der bedingungslosen Kapitulation der deutschen Wehrmacht zum 8. Mai 1945.
- 1945: Bei Budweis treffen sowjetische Soldaten auf die Amerikaner. Damit endet die Prager Operation, die letzte große Offensive der Roten Armee im Zweiten Weltkrieg.
- 1946: Als Widerstand gegen die am 1. April unter Druck von Großbritannien gegründete Malaiische Union wird die United Malays National Organisation gegründet.

1949: Flagge Thailands

- 1949: Siam ändert seinen Namen unter König Bhumibol Adulyadej endgültig in Thailand. Nach einer ersten Umbenennung am 24. Juni 1939 hatte das Land nach dem Zweiten Weltkrieg kurzzeitig noch einmal seinen alten Namen angenommen.
- 1952: Bei einer Demonstration gegen die Wiederbewaffnung der Bundesrepublik Deutschland in Essen wird der 21-jährige kommunistische Arbeiter Philipp Müller von der Polizei erschossen. Es ist das erste Mal in der Geschichte der Bundesrepublik Deutschland, dass ein Demonstrant von der Polizei getötet wird.
- 1960: Der israelische Geheimdienst Mossad entführt laut eigenen Angaben in Buenos Aires den ehemaligen SS-Obersturmbannführer Adolf Eichmann und bringt ihn nach Israel, wo ihm ein öffentlicher Prozess gemacht wird.

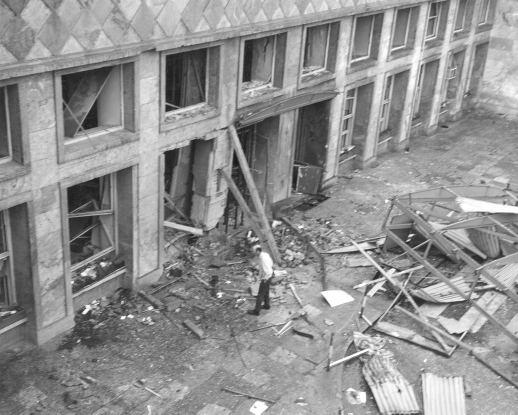
1972: Zerstörungen am Hauptquartier des V. US-Korps

- 1972: Der Bombenanschlag auf das Hauptquartier des V. Korps der US-amerikanischen Streitkräfte in Frankfurt am Main bildet den Auftakt zur Mai-Offensive der Rote Armee Fraktion. Oberstleutnant Paul A. Bloomquist kommt ums Leben, dreizehn weitere Personen werden verletzt.
- 1973: Im Deutschen Bundestag wird der Grundlagenvertrag zu den Beziehungen zwischen der Bundesrepublik Deutschland und der Deutschen Demokratischen Republik ratifiziert.
- 1981: Der hessische Wirtschaftsminister Heinz-Herbert Karry (FDP) wird in seinem Schlafzimmer von Terroristen erschossen. Später bekennt sich die Gruppe Revolutionäre Zellen zu dem Attentat.

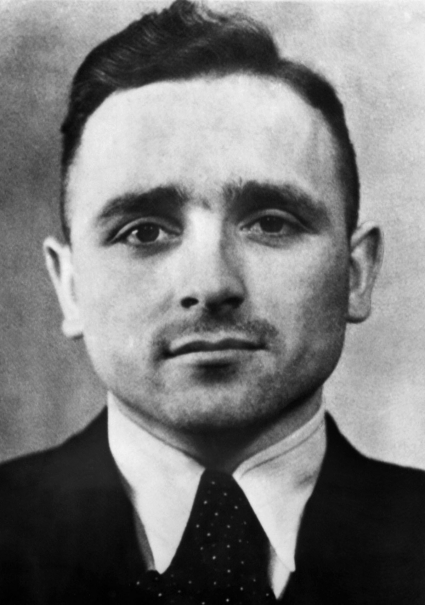
1987: Klaus Barbie

- 1987: In Lyon beginnt der Prozess gegen den als Schlächter von Lyon bekanntgewordenen Klaus Barbie, der als Chef der Gestapo in Südfrankreich unter anderem für die Deportation der Kinder von Izieu und zahlreiche Massaker verantwortlich war.
- 1998: In Indien werden trotz massiver Proteste unterirdische Atomtests durchgeführt. Die Tests mit dem Codenamen Operation Shakti sind die zweiten indischen Kernwaffentests nach der Operation Smiling Buddha am 18. Mai 1974.
- 2000: Die Bevölkerungszahl in Indien überschreitet nach offiziellen Angaben die Schwelle von einer Milliarde Einwohnern.
- 2003: Bei einem Referendum in Litauen stimmen 91,1 % der Abstimmenden für den Beitritt des Landes zur Europäischen Union.
- 2011: 13 Mitgliedsstaaten des Europarates unterzeichnen die Übereinkommen des Europarats zur Verhütung und Bekämpfung von Gewalt gegen Frauen und häuslicher Gewalt.

### Wirtschaft
- 1796: Der Quäker William Tuke eröffnet in York die erste private Heil- und Pflegeanstalt für Geistesgestörte The Retreat in England, eine der ersten in der Geschichte der Psychiatrie. Die Anstalt, die sich durch den Verzicht auf Zwang und Gewalt auszeichnet, existiert noch heute.

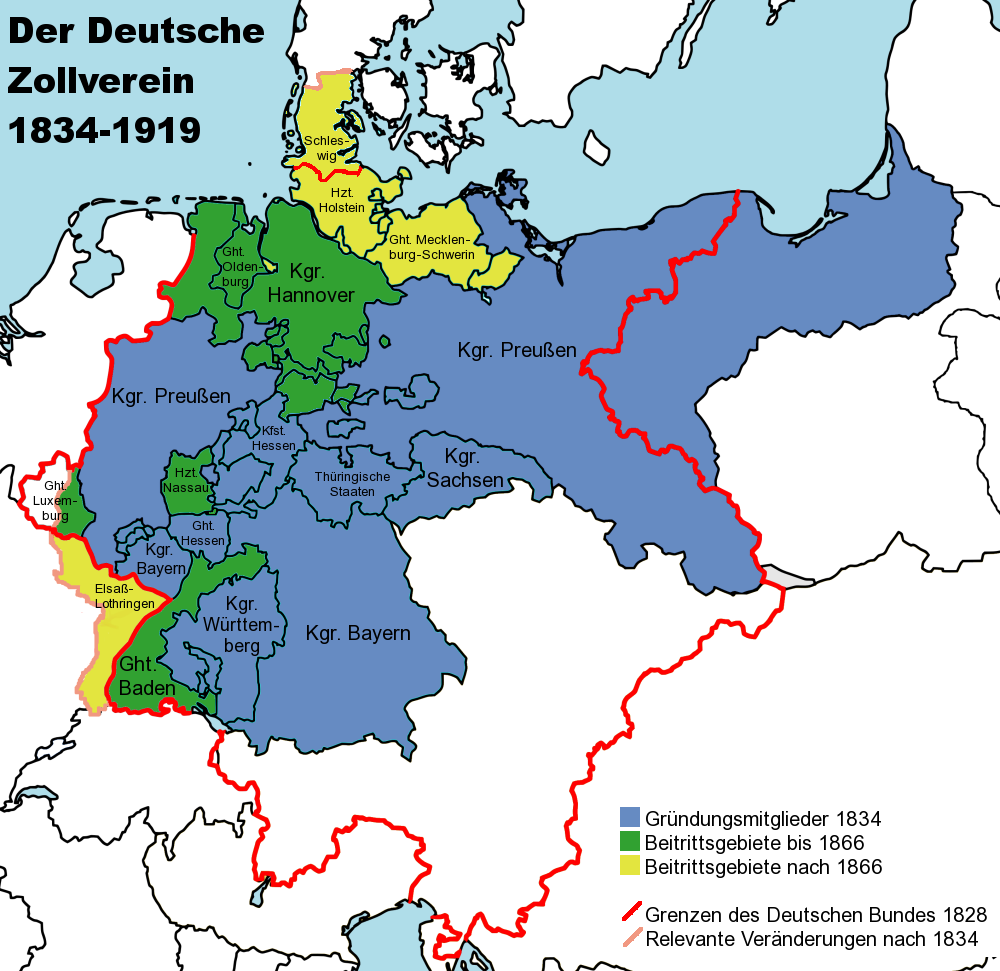
1833: Der Deutsche Zollverein zum Zeitpunkt der Gründung (blau)

- 1833: Die Staaten des am Tag zuvor gegründeten Thüringischen Zoll- und Handelsvereins treten gemeinsam dem Deutschen Zollverein bei.
- 1852: Das Arboretum in Nottingham wird eröffnet.

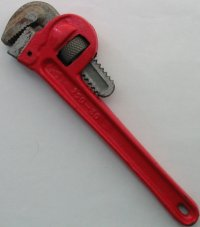
1892 patentiert: Der „Engländer“

- 1892: Der Schwede Johan Petter Johansson erhält ein Patent auf den von ihm erfundenen verstellbaren Schraubenschlüssel.
- 1892: Der deutsche Destillateur Hugo Asbach gründet nach seiner Rückkehr aus Frankreich in Rüdesheim am Rhein die Weinbrennerei Asbach & Co, um deutschen Weinbrand herzustellen, und übernimmt die Geschäfte der Export-Compagnie für deutschen Cognac.
- 1931: Die Österreichische Credit-Anstalt erklärt während der Weltwirtschaftskrise ihre Zahlungsunfähigkeit und löst damit eine erhebliche Finanzkrise aus. Das Kreditinstitut wird in der Folge durch Sanierungsmaßnahmen und mit staatlicher Hilfe vor dem endgültigen Ruin gerettet.
- 1949: Die Landwirtschaftliche Rentenbank, die öffentlich-rechtliche Förderbank für die Landwirtschaft und den ländlichen Raum mit Sitz in Frankfurt am Main, wird gegründet.

### Wissenschaft und Technik

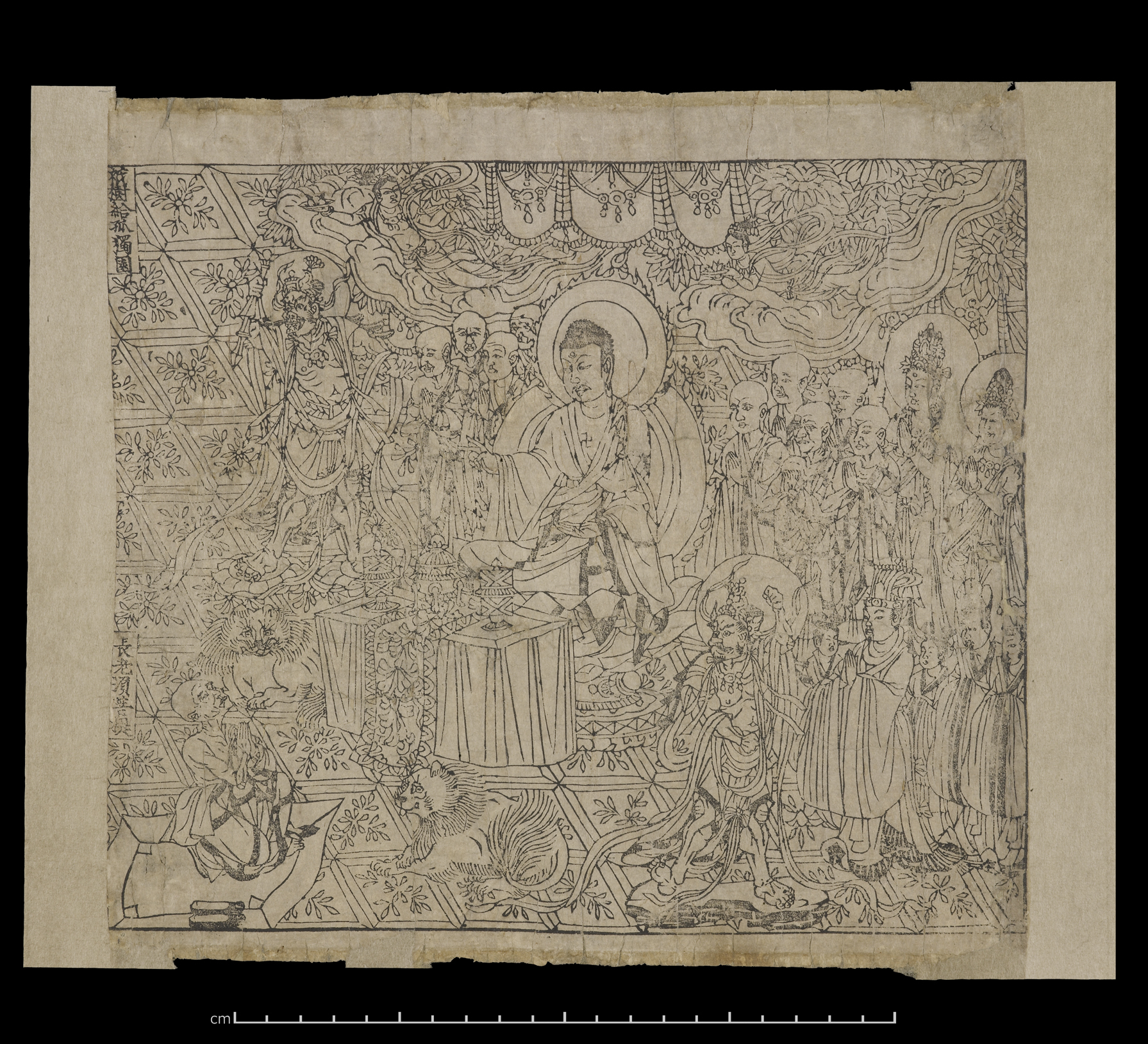
868: Diamant-Sutra

- 0868: In China wird die Diamant-Sutra als Holztafeldruck hergestellt. Dieses Dokument mit Texten des Mahayana-Buddhismus gilt als ältestes Druck-Bucherzeugnis der Geschichte.

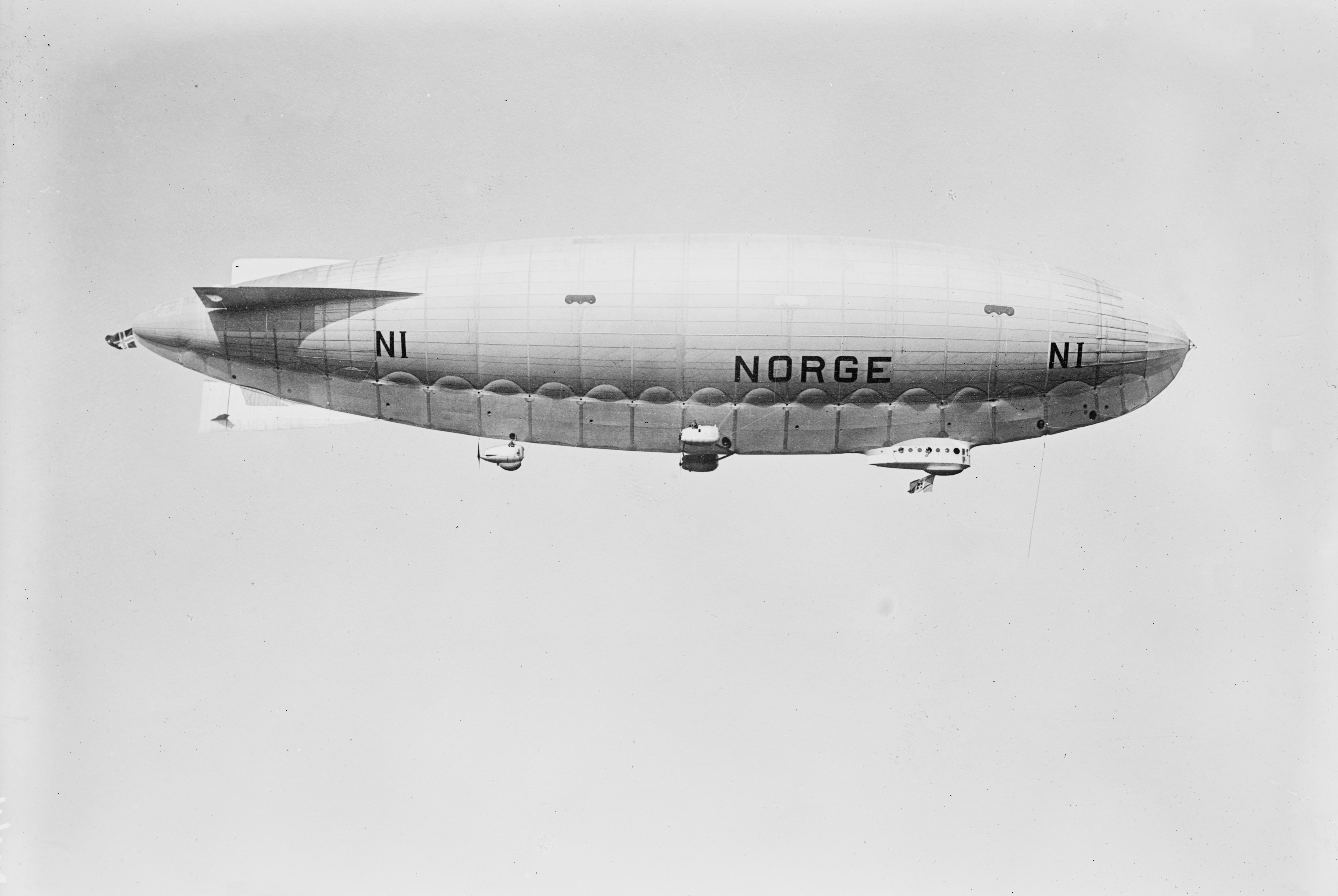
1926: Luftschiff Norge

- 1926: Der italienische Polarforscher Umberto Nobile startet im norwegischen Ny-Ålesund mit einer 16-köpfigen Besatzung, darunter Roald Amundsen und der Finanzier der Expedition, Lincoln Ellsworth, mit dem Luftschiff Norge zur Fahrt über den Nordpol.
- 1936: Die Reichsbahn stellt mit einer Lok der DR-Baureihe 05 einen Geschwindigkeitsweltrekord für Dampflokomotiven auf. Die Lok erreicht auf ebener Strecke zwischen Hamburg und Berlin bei Friesack eine Geschwindigkeit von 200,4 km/h.
- 1960: In der Werft Chantiers de l’Atlantique in St. Nazaire läuft das bis dahin längste Passagierschiff der Welt, die von der Reederei Compagnie Générale Transatlantique in Auftrag gegebene SS France vom Stapel.

- 1984: Ein Durchgang der Erde vor der Sonne, vom Mars aus gesehen, findet statt.
- 1997: Zum ersten Mal wird ein Schachweltmeister in einem Wettkampf unter „Turnierbedingungen“ von einem Computer besiegt: Garri Kasparow unterliegt dem von IBM entwickelten Deep Blue mit 2,5:3,5.
- 2009: Das Space Shuttle Atlantis wird zu einem Wartungseinsatz zum Hubble-Weltraumteleskop gestartet. Die Mission STS-125 war die letzte Wartungsmission des Teleskops.

### Kultur
- 1917: Die Uraufführung der Oper Turandot. Eine chinesische Fabel von Ferruccio Busoni nach Carlo Gozzi findet am Opernhaus Zürich statt.
- 1931: Am Ufa-Palast am Zoo in Berlin erfolgt die Uraufführung des Films M – Eine Stadt sucht einen Mörder von Fritz Lang und Thea von Harbou mit Peter Lorre in der Titelrolle unter dem ursprünglichen Titel M. Der Film wird zu einem Publikumserfolg, erhält jedoch gemischte Kritiken von der Presse.
- 1946: The Unanswered Question von Charles Ives wird in New York uraufgeführt.

1981: Cats-Logo

- 1981: Das Musical Cats von Andrew Lloyd Webber und Trevor Nunn nach T. S. Eliots Old Possum’s Book of Practical Cats wird mit Elaine Paige im New London Theatre im Londoner West End uraufgeführt.
- 2000: In London öffnet die Tate Gallery of Modern Art in einem alten Kohlekraftwerk in Southwark für den Publikumsverkehr. Das ursprünglich von Giles Gilbert Scott entworfene Gebäude ist vom Schweizer Architekturunternehmen Herzog & de Meuron für 134 Mio. Pfund für Tate Modern umgestaltet worden.

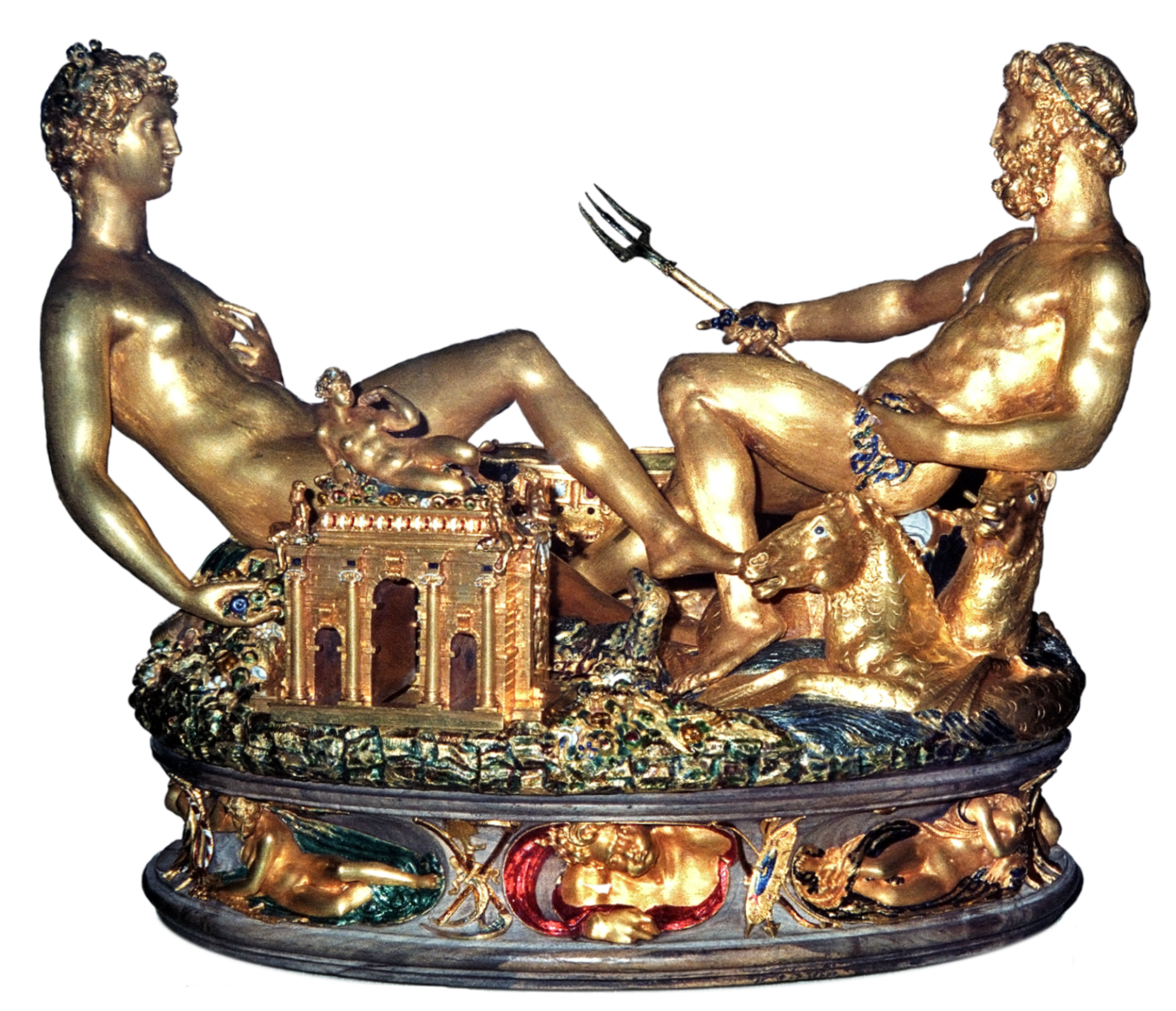
2003: Die Saliera von Benvenuto Cellini

- 2003: Eine Skulptur von Benvenuto Cellini, die Saliera (ein Salzfass), wird in der Nacht auf Sonntag aus dem Kunsthistorischen Museum in Wien gestohlen.
- 2010: Das Centre Pompidou-Metz wird vom französischen Staatspräsidenten Nicolas Sarkozy in Metz eröffnet.

### Gesellschaft
- 1832: In Großbritannien wird ein Anatomiegesetz verabschiedet, um aufgekommenen Leichendiebstahl zu verhindern. Es erlaubt den Anatomen von Verwandten nicht beanspruchte Leichen zu sezieren. Damit keine Leichen mehr illegal seziert werden, wird ein Inspektor für Anatomie ernannt.

### Katastrophen
- 1953: Ein Tornado der Stärke F5 während des dreitägigen Waco-Tornado-Outbreaks tötet in Waco, Texas, 114 Menschen. Der Outbreak war vom 9. bis zum 11. Mai.
- 1974: Bei einem Erdbeben der Stärke 7 in Sichuan und Yunnan in der Volksrepublik China kommen etwa 20.000 Menschen ums Leben.

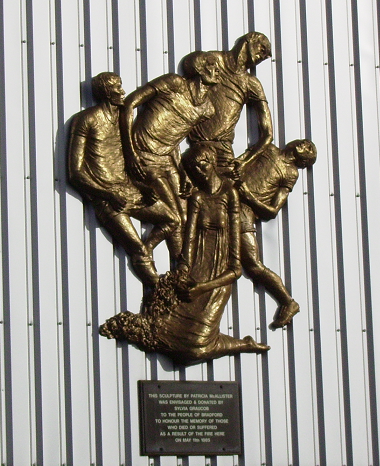
1985: Gedenktafel am Stadioneingang

- 1985: Bei der Valley-Parade-Feuerkatastrophe im Fußballstadion von Bradford im englischen Yorkshire während der Aufstiegsfeier der Fußballmannschaft Bradford City kommen 56 Menschen ums Leben, 265 werden verletzt.
- 1996: Auf dem ValuJet-Flug 592 stürzt eine Douglas DC-9 kurz nach dem Start vom Miami International Airport infolge eines Feuers an Bord in die Everglades, wobei alle 110 Insassen sterben.
- 1996: Nachdem es am Vortag auf dem Mount Everest zu einem Wetterumschwung mit Schneesturm gekommen ist, können von den 30 Menschen, die sich zu diesem Zeitpunkt auf dem Weg zum Gipfel befunden haben, nur 22 lebend zurückkehren. Das ist das bislangs schwerste Unglück am Mount Everest. Der Expeditionsteilnehmer Jon Krakauer hält seine Erlebnisse später in dem Bestseller Into Thin Air fest.

Kleinere Unglücksfälle sind in den Unterartikeln von Katastrophe und in der Liste von Katastrophen aufgeführt.

### Natur und Umwelt

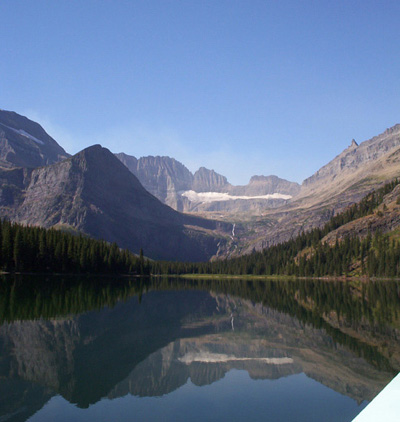
1910: Glacier National Park

- 1910: Durch die Unterschrift von US-Präsident William Howard Taft wird  der Glacier-Nationalpark im US-Bundesstaat Montana unter Schutz gestellt.
- 1959: Das Gorilla-Weibchen Fatou wird im Zoologischen Garten Berlin aufgenommen.
- 2004: Auf der philippinischen Insel Calayan-Insel in der Gruppe der Babuyan-Inseln wird eine bis dahin nicht bekannte Vogelart, die Calayan-Ralle, entdeckt.

### Sport
Einträge von Leichtathletik-Weltrekorden befinden sich unter der jeweiligen Disziplin unter Leichtathletik.

## Geboren

### Vor dem 18. Jahrhundert
- 1160: as-Sakkākī, arabischer Grammatiker und Rhetoriker
- 1366: Anne von Böhmen, erste Königsgemahlin Richards II. von England
- 1494: Adam I. von Neuhaus, Oberster Kanzler von Böhmen
- 1542: Jakob Christoph Blarer von Wartensee, Bischof von Basel
- 1562: Katharina Kolowrat von Liebsteinsky, aus Tirol stammende Adelige und Kammerfrau

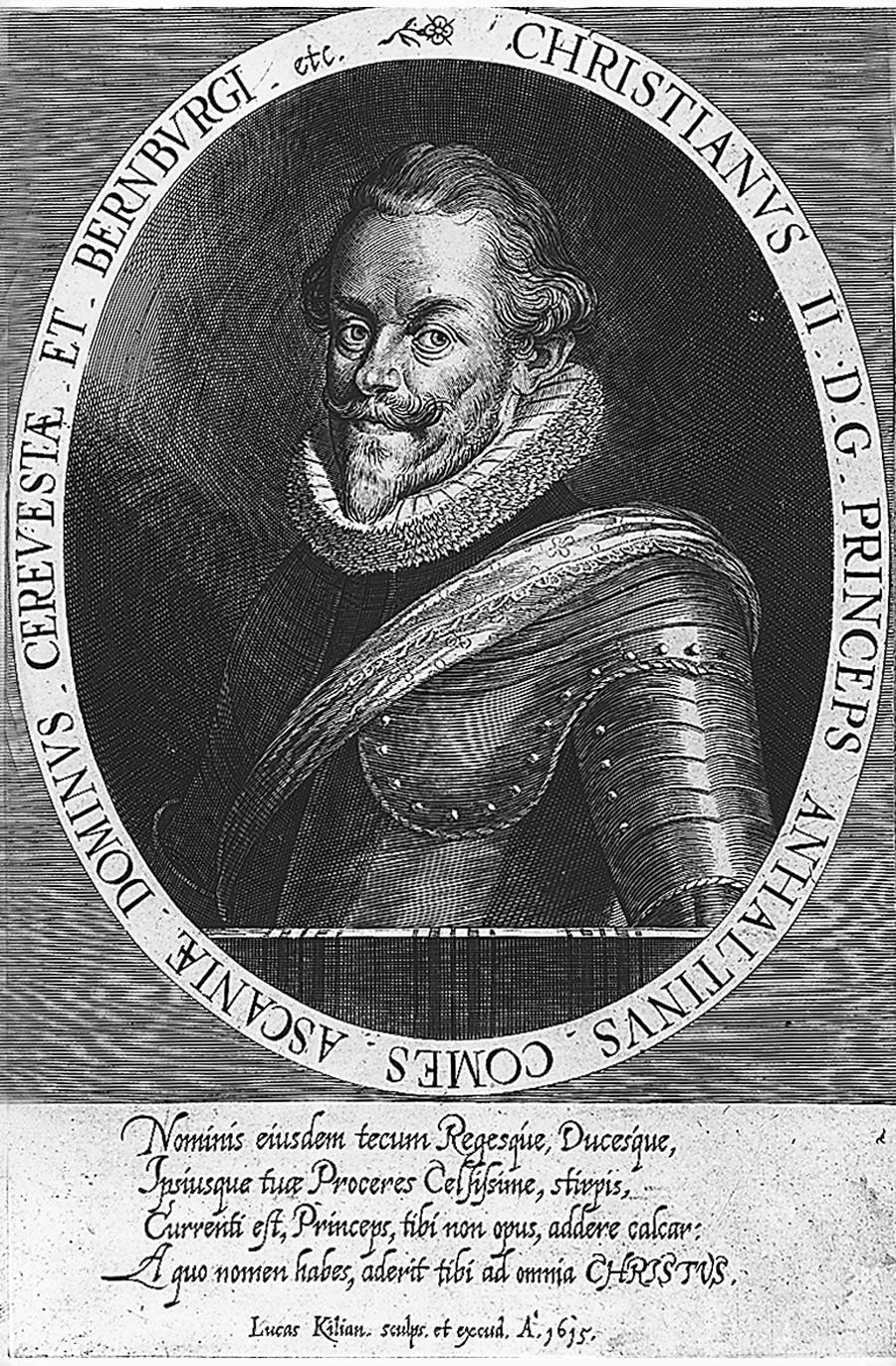
Christian I. von Anhalt Bernburg (* 1568)

- 1568: Christian I., Fürst von Anhalt-Bernburg
- 1578: Christian Günther I., Graf von Schwarzburg-Sondershausen
- 1586: Angelo Giori, Kardinal der römisch-katholischen Kirche
- 1594: Charlotte-Marguerite de Montmorency, Fürstin von Condé
- 1604: Louis de Bourbon, Graf von Soissons und Pair von Frankreich
- 1614: Balthasar Mentzer der Jüngere, deutscher Theologe
- 1625: Elisabeth Marie von Münsterberg-Oels, Herzogin von Württemberg-Oels
- 1626: Caspar Posner, deutscher Physiker und Mediziner
- 1635: Friedrich Hans Gloxin, deutscher Jurist und Kurator der Universität Kiel
- 1652: Johann Philipp von Arco, kaiserlicher Feldmarschall-Leutnant
- 1660: Johann Rudolf Byss, Schweizer Maler
- 1679: Esaias Reusner, deutscher Lautenist und Komponist
- 1680: Ignaz Kögler, deutscher Jesuit und China-Missionar
- 1694: Hieronymus Florentinus Quehl, deutscher Komponist und Organist
- 1695: Alexander Jakob Lubomirski, polnischer und sächsischer General
- 1698: Pierre Contant d’Ivry, französischer Architekt

### 18. Jahrhundert
- 1715: Johann Gottfried Bernhard Bach, deutscher Organist

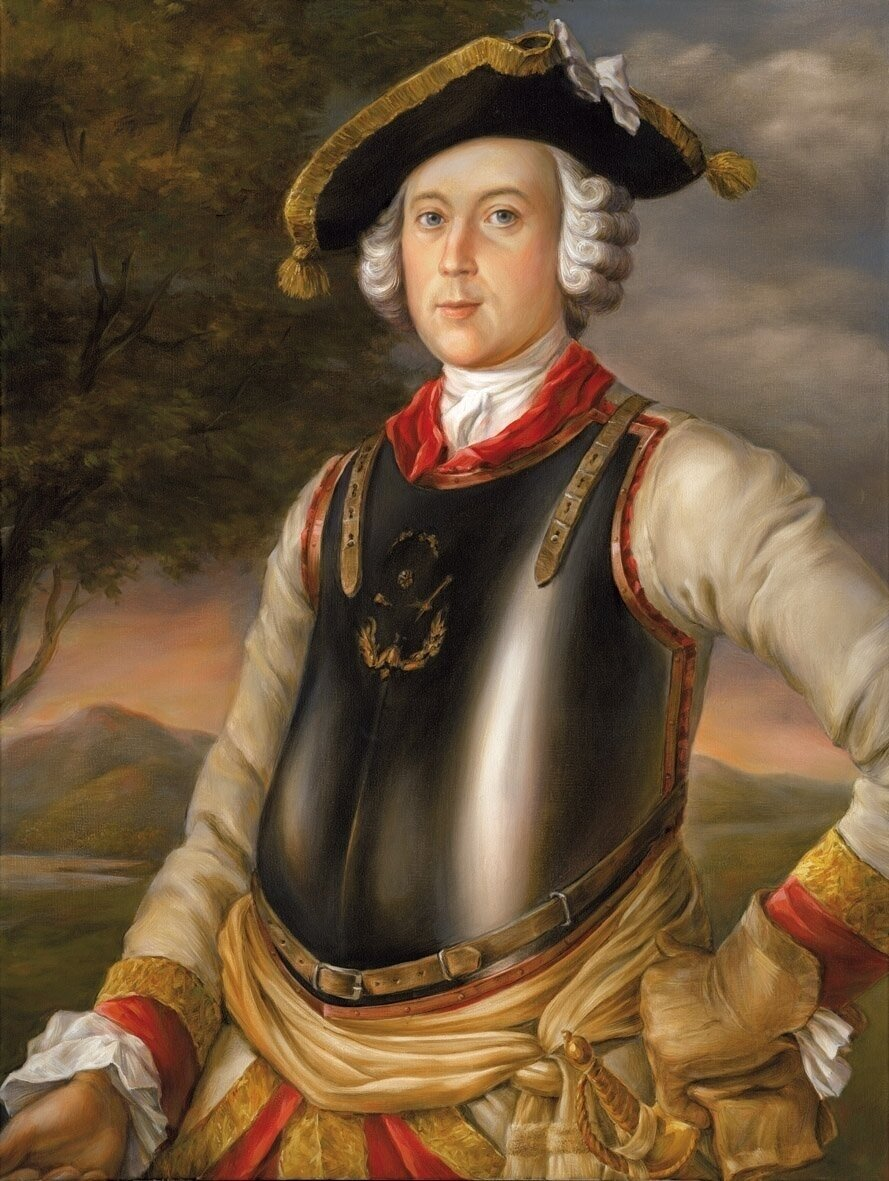
Hieronymus Carl Friedrich von Münchhausen (* 1720)

- 1720: Hieronymus Carl Friedrich von Münchhausen, deutscher Adliger (Die Lügengeschichten vom Baron Münchhausen)
- 1722: Peter Camper, niederländischer Mediziner
- 1727: Ludwig Joseph von Welden, Fürstbischof von Freising
- 1728: Pierre Gaviniès, französischer Violinist und Komponist
- 1738: Johann Melchior Birkenstock, österreichischer Politiker
- 1739: Eleanor Charlotte Butler, irische Adelige, eine der Ladies von Llangollen
- 1741: Johann Christian Albinus, deutscher Beamter
- 1746: Heinrich Bettkober, deutscher Bildhauer
- 1747: Carl May, deutscher Phelloplastiker
- 1751: Ralph Earl, US-amerikanischer Maler
- 1751: Ferdinand Otto Vollrath Lawätz, deutsch-dänischer Jurist, Gutsbesitzer, Autor und Beamter
- 1752: Johannes Albrecht, deutscher Arzt und Schriftsteller
- 1752: Johann Friedrich Blumenbach, deutscher Anatom und Anthropologe
- 1754: Johann David Beil, deutscher Schauspieler und Bühnendichter
- 1755: André Amar, französischer Revolutionär
- 1758: Johann Anton Heinrich Neumcke, deutscher Beamter und Bürgermeister
- 1759: Hieronim Wincenty Radziwiłł, polnisch-litauischer Adeliger
- 1760: Ádam Pálóczi Horváth, ungarischer Schriftsteller, Volksliedsammler und Komponist
- 1762: Jacob Johan Anckarström, schwedischer Attentäter
- 1764: Konrad Engelbert Oelsner, deutscher politischer Publizist
- 1765: Emil Friedrich I. zu Bentheim-Tecklenburg, Landesherr über die Grafschaft Bentheim
- 1765: Johann Georg Lehmann, deutscher Geodät und Kartograf
- 1766: Isaak D’Israeli, englischer Schriftsteller und Literaturhistoriker
- 1766: Georg von Habermann, bayerischer Generalmajor
- 1769: Samuel Ludwig Löffler, deutscher Beamter
- 1771: Laskarina Bouboulina, Heldin des griechischen Befreiungskriegs
- 1777: Vincenz Eduard Milde, Erzbischof von Wien
- 1780: Karl Benedikt Hase, deutscher Altphilologe und Bibliothekar
- 1780: Michele Tenore, neapolitanisch-italienischer Botaniker
- 1783: Peter Willemoes, dänischer Admiral
- 1787: Alfred I. zu Windisch-Graetz, österreichischer Feldmarschall
- 1788: Otto von Gloeden, deutscher Architekt

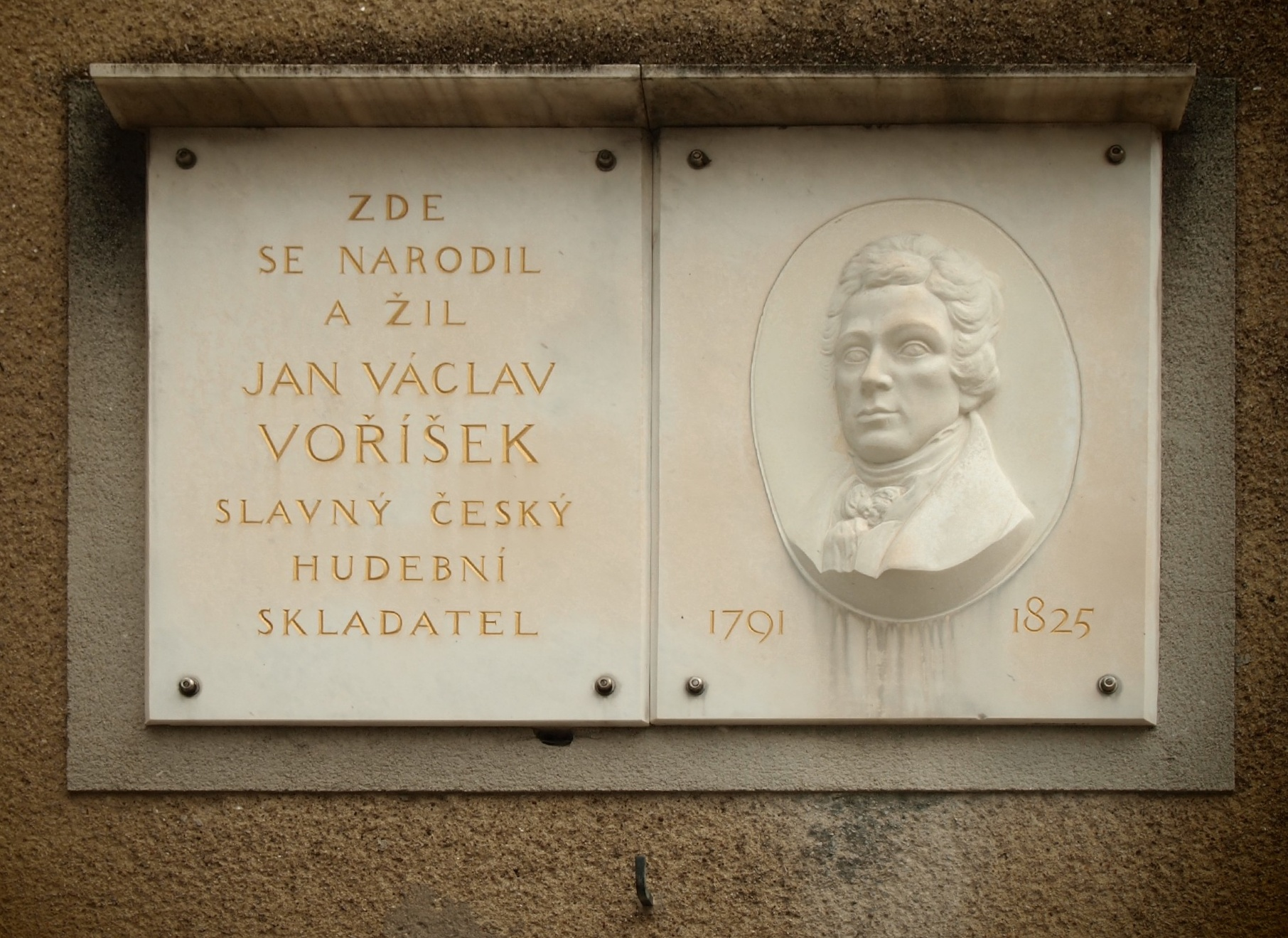
Jan Václav Voříšek (* 1791)

- 1791: Jan Václav Voříšek, böhmischer Komponist
- 1794: Ernst Stiedenroth, deutscher Philosoph
- 1799: Hedwig von Olfers, deutsche Schriftstellerin

### 19. Jahrhundert

#### 1801–1850
- 1801: Franz Dominic Grassi, deutscher Kaufmann
- 1801: Henri Labrouste, französischer Architekt
- 1802: Giuseppe Andrea Bizzarri, italienischer Kurienkardinal
- 1804: Friedrich Lommel, nassauischer Kaufmann und Landtagsabgeordneter.
- 1804: Georg Michel, Schweizer Politiker und Richter
- 1805: Philipp von Foltz, deutscher Maler
- 1805: Heinrich Kochhann, deutscher Politiker
- 1806: Gottlob August Dietelbach, deutscher Medailleur und Graveur
- 1807: Carl Bagger, dänischer Schriftsteller und Journalist
- 1807: Christophe Crépet, französischer Architekt
- 1807: Julius Carl Lehmann, deutscher Stadtgerichtsrat und Bauinvestor
- 1808: Johann Georg Claussen, deutscher Unternehmer und Abgeordneter der Bremer Bürgerschaft
- 1810: Johannes Rohner, Schweizer Druckereibetreiber, Verleger und Herausgeber

- 1811: Theodor Apel, deutscher Schriftsteller und Stifter
- 1811: Jean-Jacques Challet-Venel, Schweizer Politiker
- 1812: Adolf zur Lippe-Biesterfeld-Weißenfeld, deutsch-US-amerikanischer Arzt und Pionier der Homöopathie

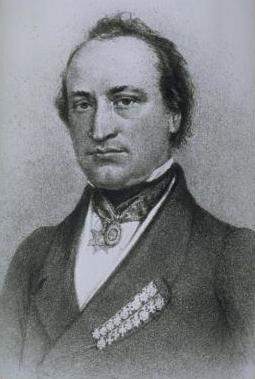
Alois Auer von Welsbach (* 1813)

- 1813: Alois Auer von Welsbach, österreichischer Drucker, Erfinder und Illustrator
- 1815: Richard Ansdell, englischer Maler
- 1815: Granville George Leveson-Gower, 2. Earl Granville, britischer Politiker
- 1816ː Minona Frieb-Blumauer, deutsche Schauspielerin und Sängerin
- 1817: Fanny Cerrito, italienische Balletttänzerin und Choreographin
- 1817: John F. Potter, US-amerikanischer Rechtsanwalt, Richter und Politiker
- 1820: Leopold Besser, deutscher Mediziner
- 1823: Alfred Stevens, belgischer Maler
- 1824: Engelbert-August von Arenberg, deutscher Adliger
- 1824: Jean-Léon Gérôme, französischer Historienmaler
- 1824: Louis Spangenberg, deutscher Architekt und Maler
- 1825: Wilhelm Bogler, deutscher Architekt
- 1827: Jean-Baptiste Carpeaux, französischer Bildhauer
- 1827: Elisabeth Rosenthal, deutsche Schulleiterin
- 1835: Kārlis Baumanis, lettischer Komponist und Dichter

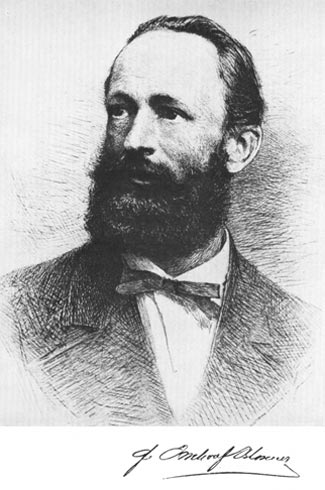
Friedrich Imhoof-Blumer (* 1838)

- 1838: Friedrich Imhoof-Blumer, Schweizer Numismatiker
- 1838: Theodor Alexander Weber, deutscher Maler
- 1839: Nagakura Shimpachi, japanischer Militär
- 1840: Ferdinand Meyer, Schweizer Politiker und Historiker
- 1841: Ernst von Possart, deutscher Schauspieler
- 1845: Carl Eduard Gesell, deutscher Orgelbauer
- 1847: Godefroid Kurth, belgischer Historiker
- 1848: Wilhelm Windelband, deutscher Philosoph
- 1850: Justus Hecker, deutscher Medizinhistoriker

#### 1851–1900
- 1853: Ludwig Baumann, österreichischer Architekt
- 1853: Benedetto Lorenzelli, italienischer Kardinal
- 1853: Georg Pfaff, deutscher Nähmaschinenfabrikant
- 1854: Léon Ehrhart, französischer Komponist

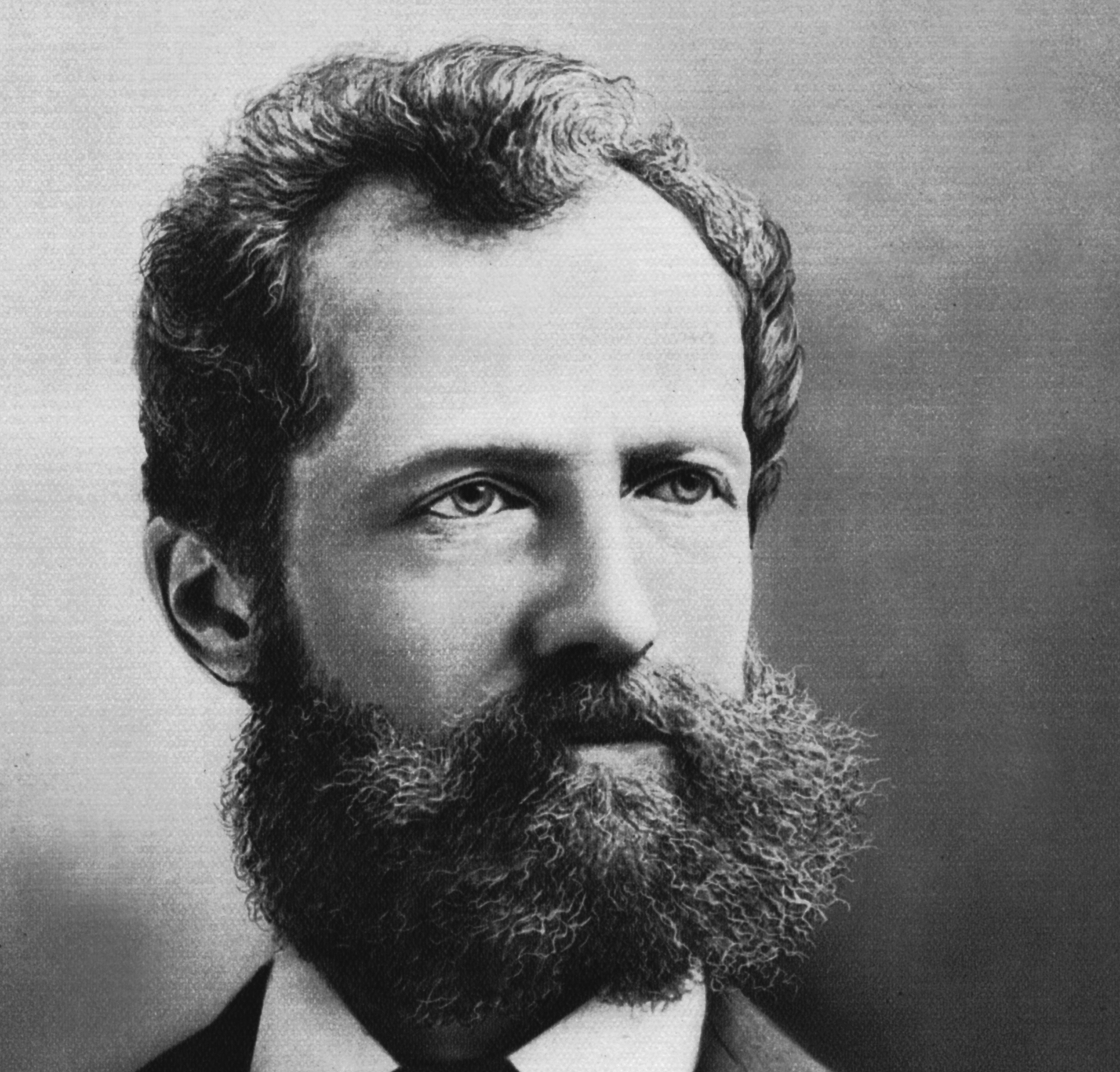
Ottmar Mergenthaler (* 1854)

- 1854: Ottmar Mergenthaler, deutscher Uhrmacher und Drucker
- 1855: Anatoli Konstantinowitsch Ljadow, russischer Komponist
- 1856: Hermann Dietrich, deutscher Jurist und Politiker, MdL, MdR
- 1857: Wilma Popper, ungarische Schriftstellerin
- 1858: Carl Hauptmann, deutscher Dramatiker und Schriftsteller
- 1860: Eduard Endler, deutscher Architekt
- 1861: Henry Kaiser, französischer Komponist
- 1862: Albert Karl Arnstadt, deutscher Politiker
- 1862: Franklin S. Billings, US-amerikanischer Politiker, Gouverneur von Vermont
- 1864: Ethel Lilian Voynich, britische Schriftstellerin
- 1866: Adolf von Achenbach, preußischer Politiker
- 1869: Francisco de Lacerda, portugiesischer Komponist und Dirigent
- 1871: Carl James Bühring, deutscher Architekt und Kommunalpolitiker
- 1871: Paul Cazeneuve, kanadischer Schauspieler und Theaterleiter
- 1871: Mariano Fortuny, spanischer Modeschöpfer, Maler und Innenarchitekt
- 1871: Frank Schlesinger, US-amerikanischer Astronom
- 1872: Maximilian Bayer, deutscher Offizier, Pfadfinder
- 1874: Einar Jónsson, isländischer Bildhauer
- 1875: Harriet Quimby, US-amerikanische Pilotin
- 1875: Louis Weinert-Wilton, deutscher Schriftsteller
- 1876ː Lucie Weidt, österreichische Opernsängerin
- 1878: Paul Schlesinger, deutscher Gerichtsreporter
- 1881: Jan van Gilse, niederländischer Komponist und Dirigent
- 1881: Theodore von Kármán, ungarischer Pionier der Aerodynamik und Luftfahrtforschung

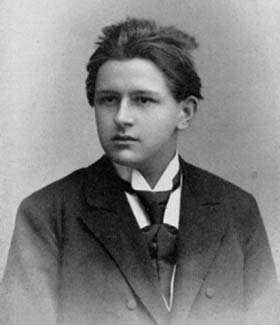
Joseph Marx (* 1882)

- 1882: Joseph Marx, österreichischer Komponist
- 1882: Otto Schreiber, deutscher Rechtswissenschaftler und Hochschullehrer
- 1883: Johannes Maria Verweyen, deutscher Philosoph
- 1884: Rudolf Dix, deutscher Rechtsanwalt und Notar
- 1884: Charlot Strasser, Schweizer Psychiater und Schriftsteller
- 1885: Korbinian Aigner, deutscher Pfarrer und Pomologe
- 1885: Joe King Oliver, US-amerikanischer Musiker
- 1886: August Klingenheben, deutscher Afrikanist
- 1887: Erich Worm, deutscher Kunstturner
- 1887: Paul Wittgenstein, österreichischer Pianist
- 1888: Irving Berlin, russisch-US-amerikanischer Komponist
- 1888: Paul Gury, kanadischer Schauspieler, Regisseur und Drehbuchautor französischer Herkunft
- 1888: Max Zimmermann, deutscher Widerstandskämpfer gegen den Nationalsozialismus, Stadtverordneter und Arbeitersportaktivist
- 1889: Paul Nash, britischer Maler
- 1890: Willie Applegarth, britischer Leichtathlet, Olympiasieger

Henry Morgenthau (* 1891)

- 1891: Henry Morgenthau, US-amerikanischer Politiker
- 1892: Margaret Rutherford, britische Schauspielerin
- 1893: Augustin Rösch, deutscher Jesuitenpater, Provinzial, als Mitglied des Kreisauer Kreises Widerstandskämpfer gegen den Nationalsozialismus
- 1894: Martha Graham, US-amerikanische Tänzerin
- 1894: Komaki Ōmi, japanischer Schriftsteller
- 1895: Robert Fuchs, deutscher Generalmajor
- 1895: Will-Erich Peuckert, deutscher Volkskundler und Schriftsteller

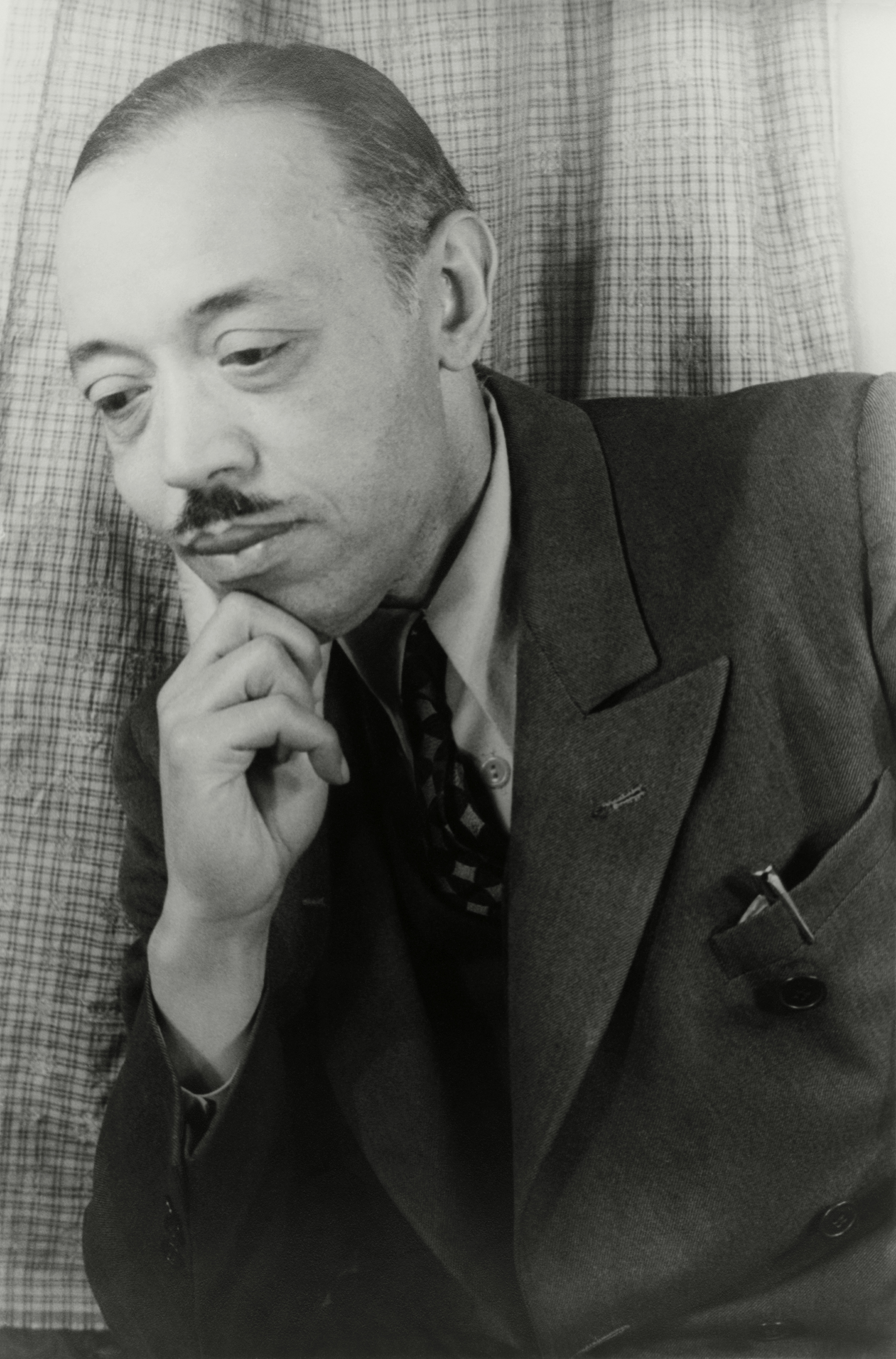
William Grant Still (* 1895)

- 1895: William Grant Still, US-amerikanischer Komponist
- 1896: Paul Bäumer, deutscher Pilot
- 1896: Filippo De Pisis, italienischer Maler
- 1896: Josip Štolcer-Slavenski, kroatischer Komponist
- 1897: Kurt Gerron, deutscher Schauspieler und Regisseur
- 1897: Kurt Wehlte, deutscher Maler, Maltechniker, Restaurator
- 1899: Curt Courant, deutscher Kameramann
- 1899: Sára Salkaházi, ungarische katholische Ordensfrau und Märtyrerin
- 1900: Pridi Phanomyong, thailändischer Politiker und Premierminister
- 1900: Elinor Hubert, deutsche Politikerin, MdB

### 20. Jahrhundert

#### 1901–1925
- 1901: Edwin Arnet, Schweizer Schriftsteller und Journalist
- 1901: Rose Ausländer, deutsche Lyrikerin
- 1902: Francisco Borgonovo, argentinischer Ruderer
- 1902: Friedrich Schmiedl, österreichischer Raketenpionier
- 1902: Kirill Semjonowitsch Moskalenko, Marschall der Sowjetunion
- 1903: Charlie Gehringer, US-amerikanischer Baseballspieler

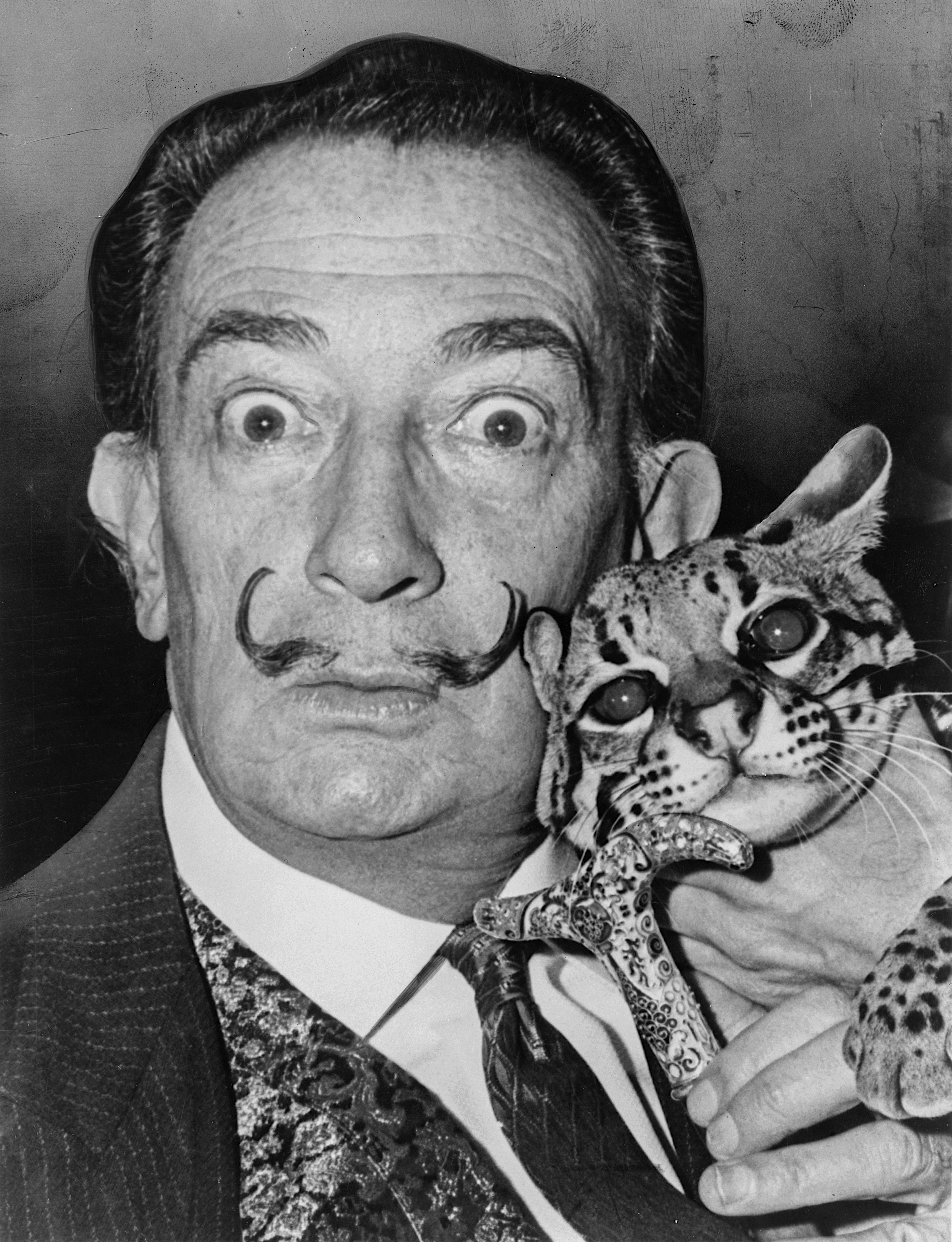
Salvador Dalí (* 1904)

- 1904: Salvador Dalí, spanischer Maler, Grafiker, Schriftsteller, Bildhauer und Bühnenbildner, Hauptvertreter des Surrealismus
- 1904: Willy Sommerfeld, deutscher Stummfilmpianist
- 1905: Joe McCoy, US-amerikanischer Blues-Gitarrist und Sänger
- 1905: Grete Weiskopf, deutsche Kinderbuchautorin
- 1905: Johann Bernhard Michael Schneider, deutscher Schachproblemkomponist
- 1907: Albert Großhans, deutscher Schuhkaufmann und Politiker
- 1907: Eva Schulze-Knabe, deutsche Malerin und Widerstandskämpferin gegen den Nationalsozialismus
- 1907: Hermann Behrends, deutscher General der Polizei und Waffen-SS
- 1907: Hermann Gutmann, deutscher Unternehmer
- 1907: Francisco Rada, kolumbianischer Akkordeonspieler, Komponist und Sänger
- 1908: Heinz Frölich, deutscher Schauspieler
- 1909: Georg von Holtzbrinck, deutscher Verleger und Buchhändler
- 1909: Kurt Großkurth, deutscher Schauspieler und Sänger
- 1910: John Béchervaise, australischer Schriftsteller, Lehrer, Bergsteiger und Forschungsreisender
- 1910: John Paddy Carstairs, britischer Schriftsteller, Filmregisseur und Drehbuchautor
- 1910: Albert Steinberg, kanadischer Geiger und Dirigent
- 1911: Helmut Arndt, deutscher Nationalökonom
- 1911: Ludwig Kratz, deutscher Chemiker

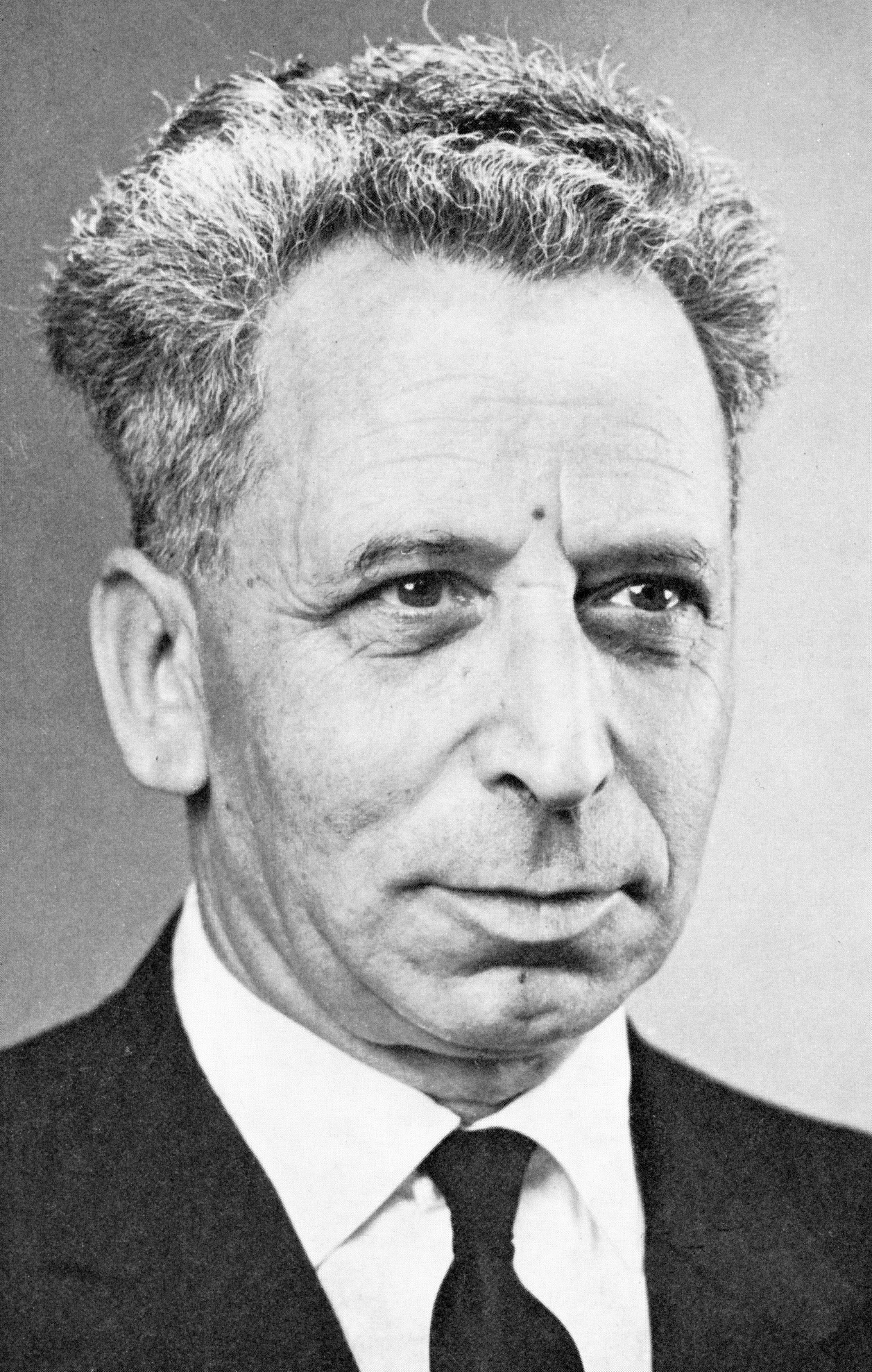
Jaap van Praag (* 1911)

- 1911: Jaap van Praag, niederländischer Organisator
- 1911: Mitchell Sharp, kanadischer Politiker
- 1911: Olga Iwanowna Skorochodowa, russische Autorin
- 1911: Phil Silvers, US-amerikanischer Schauspieler
- 1913: Robert Jungk, deutsch-US-amerikanisch-österreichischer Publizist, Journalist und Zukunftsforscher, Träger des Alternativen Nobelpreises
- 1913: Hellmut Brunner, deutscher Ägyptologe
- 1914: Bob Atcher, US-amerikanischer Country-Sänger
- 1914: Onelio Jorge Cardoso, kubanischer Schriftsteller und Journalist
- 1915: Franz Berding, deutscher Politiker
- 1916: Camilo José Cela, spanischer Schriftsteller und Nobelpreisträger
- 1917: Thomas Burton Adams, US-amerikanischer Politiker
- 1917: Wilhelm Auerswald, österreichischer Physiologe und Hochschullehrer
- 1917: Eva Garza, mexikanische Sängerin
- 1918: Leopoldo de Luis, spanischer Dichter

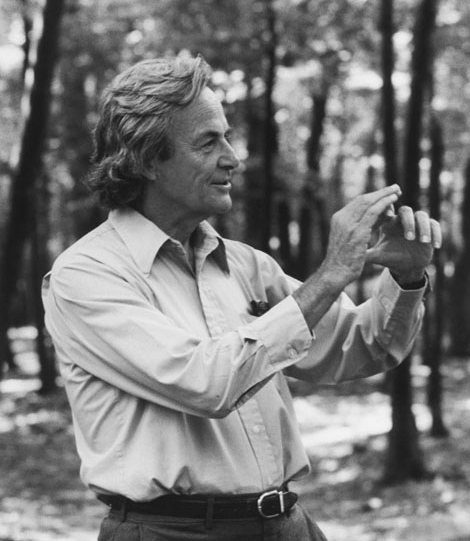
Richard Feynman (* 1918)

- 1918: Richard Feynman, US-amerikanischer Physiker und Nobelpreisträger
- 1919: Dan O’Herlihy, irischer Schauspieler
- 1919: John Michael Hayes, US-amerikanischer Drehbuchautor
- 1920: Michele Sindona, italienischer Rechtsanwalt und Bankier
- 1921: Geoffrey Crossley, britischer Automobilrennfahrer
- 1921: Herbert Giersch, deutscher Volkswirt
- 1921: Hildegard Hamm-Brücher, deutsche Politikerin
- 1921: Hans Maier, deutscher Fußballspieler
- 1922: Fritz Senft, Schweizer Schriftsteller
- 1923: Ilse Buck, österreichische Gymnastiklehrerin, Radiomoderatorin und Autorin
- 1924: Eugene Dynkin, russischer Mathematiker
- 1924: Antony Hewish, britischer Physiker und Nobelpreisträger
- 1924: Jörg Mauthe, österreichischer Journalist, Schriftsteller und Kulturpolitiker

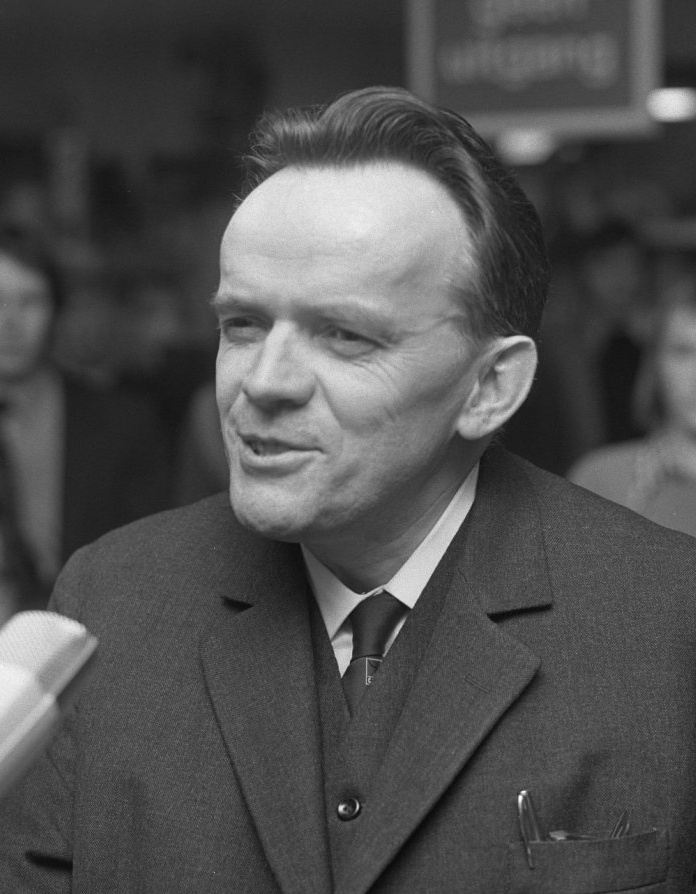
Luděk Pachman (* 1924)

- 1924: Luděk Pachman, tschechisch-deutscher Schachspieler
- 1924: Werner Creutzfeldt, deutscher Internist
- 1925: Rubem Fonseca, brasilianischer Schriftsteller
- 1925: Edward J. King, US-amerikanischer Politiker, Gouverneur von Massachusetts
- 1925: Karl Maria Kubizek, österreichischer Musiker, Komponist und Musikpädagoge
- 1925: Max Morlock, deutscher Fußballspieler
- 1925: Günther Simon, deutscher Filmschauspieler

#### 1926–1950
- 1926: Roberto Escobar Budge, chilenischer Komponist und Philosoph
- 1926: Rob Schroeder, US-amerikanischer Automobilrennfahrer
- 1927: Charles W. Arnade, US-amerikanischer Historiker und Hispanist
- 1927: Traugott Bender, deutscher Politiker
- 1927: Marie Kovářová, tschechoslowakische Kunstturnerin
- 1928: Yaacov Agam, israelischer bildender Künstler und Vertreter der kinetischen Kunst
- 1928: Anne van der Bijl, niederländischer Missionar
- 1928: Christopher Bird, US-amerikanischer Botaniker und Schriftsteller

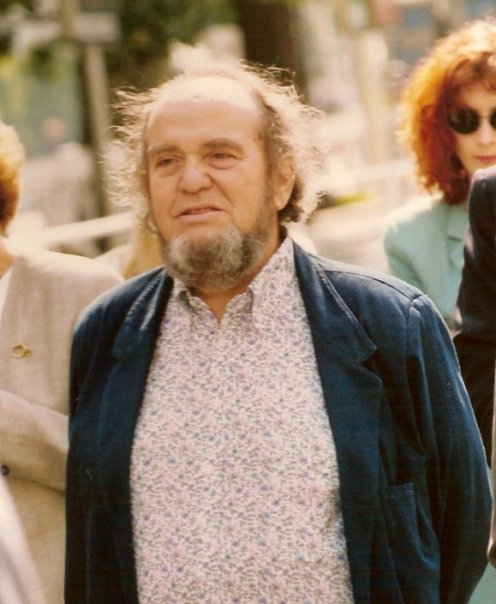
Marco Ferreri (* 1928)

- 1928: Marco Ferreri, italienischer Filmregisseur
- 1928: Frank Wolff, US-amerikanischer Schauspieler
- 1929: Gerhard Klingenberg, österreichischer Theaterregisseur und Intendant
- 1929: Arturo Yamasaki, peruanisch-mexikanischer Fußballschiedsrichter
- 1930: Xiomara Alfaro, kubanische Sängerin
- 1930: Dejan Despić, serbischer Komponist, Musiktheoretiker und Pädagoge
- 1930: Edsger W. Dijkstra, niederländischer Informatiker
- 1930: Hans Mohr, deutscher Biologe
- 1930: Konrad Kruis, Richter des Bundesverfassungsgerichts
- 1930: Kurt Morawietz, deutscher Schriftsteller
- 1931: Jean-François Aubert, schweizerischer Staatsrechtler und Politiker
- 1932: Dieter Honisch, deutscher Kunsthistoriker und Museumsdirektor
- 1932: Sigrid Heuck, deutsche Kinder- und Jugendbuchautorin
- 1932: Francisco Umbral, spanischer Schriftsteller
- 1933: Pavol Bagin, slowakischer Komponist und Dirigent

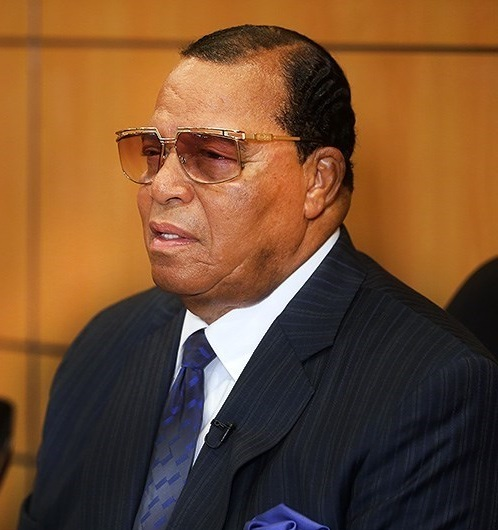
Louis Farrakhan (* 1933)

- 1933: Louis Farrakhan, US-amerikanischer Führer der Bewegung Nation of Islam
- 1933: Joe Hembus, deutscher Filmkritiker
- 1933: Dieter Heß, deutscher Botaniker
- 1933: Mychal Judge, US-amerikanischer römisch-katholischer Priester
- 1933: Aníbal de Peña, dominikanischer Sänger, Pianist und Komponist
- 1934: Jack Twyman, US-amerikanischer Basketballspieler
- 1934: Thomas Buergenthal, US-amerikanischer Jurist
- 1934: Jim Jeffords, US-amerikanischer Politiker
- 1934ː Veselinka Šušić, jugoslawische bzw. serbische Medizinerin
- 1935: Doug McClure, US-amerikanischer Schauspieler
- 1935: Kurt Bergmann, österreichischer Journalist und Politiker
- 1936: Carla Bley, US-amerikanische Musikerin und Komponistin
- 1936: Georg Eberl, deutscher Eishockeyspieler
- 1936: Inge Fuhrmann, deutsche Sprinterin
- 1936: Hinrich John, deutscher Leichtathlet und Olympiateilnehmer

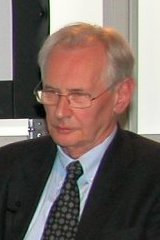
Dieter Grimm (* 1937)

- 1937: Dieter Grimm, deutscher Jurist und Richter des Bundesverfassungsgerichts
- 1937: Ildikó Ujlakiné-Rejtő, ungarische gehörlose Fechterin
- 1938: Sig Ohlemann, kanadischer Mittelstreckenläufer und Sprinter
- 1939: Renato Ascencio León, mexikanischer Bischof
- 1939: Henning Boëtius, deutscher Schriftsteller
- 1939: Christoph Haehling von Lanzenauer, deutscher Professor für Betriebswirtschaftslehre
- 1940: Anthony Kwami Adanuty, ghanaischer Bischof
- 1940: Niklaus Meienberg, Schweizer Schriftsteller und Journalist
- 1940: Herbert Müller, Schweizer Motorsportler
- 1940: Volker Röhricht, Richter am deutschen Bundesgerichtshof
- 1941: Alexander Bergenthal, deutscher Brigadegeneral des Heeres der Bundeswehr
- 1941: Eric Burdon, britischer Rocksänger (The Animals)

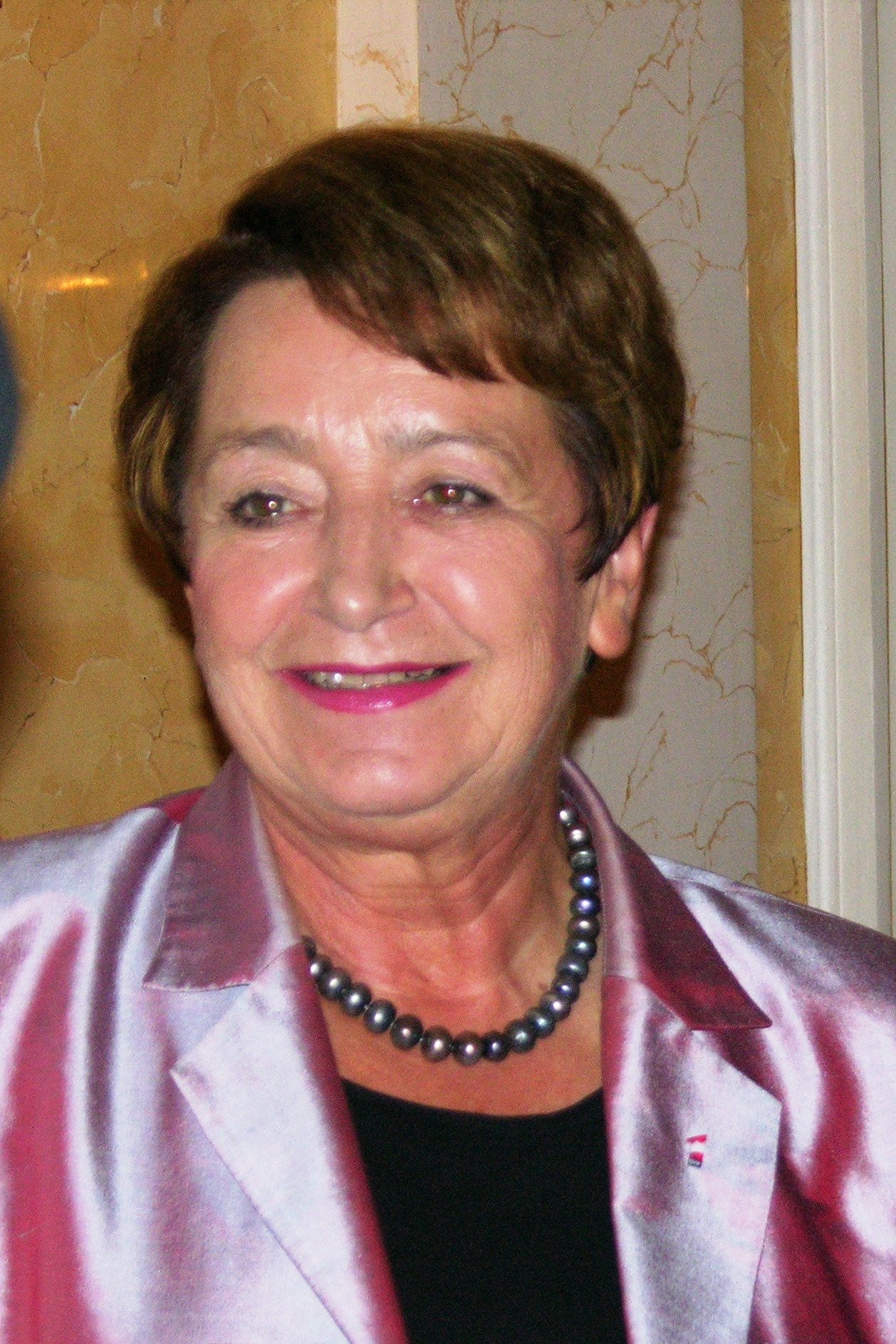
Elisabeth Gehrer (* 1942)

- 1942: Elisabeth Gehrer, österreichische Politikerin
- 1943: Dieter Böhmdorfer, österreichischer Justizminister
- 1943: Dieter Hennig, Maler, Grafiker und Objektkünstler
- 1943: Nancy Greene, kanadische Skirennläuferin
- 1944: Roy Blumenfeld, US-amerikanischer Rockmusiker
- 1944: Jirō Yoneyama, japanischer Automobilrennfahrer
- 1945: Niels Birbaumer, deutscher Psychologe und Neurobiologe
- 1945: Ingelore Lohse, deutsche Leichtathletin
- 1945: Hans-Walter Schädler, liechtensteinischer Skirennläufer
- 1946: Jürgen Rieger, deutscher Rechtsanwalt und Politiker
- 1946: László Polgár, ungarischer Pädagoge
- 1946: Lenore Von Stein, US-amerikanische Komponistin
- 1947: Elisabeth Käsemann, deutsche Soziologin
- 1947: Hansjürgen Garstka, Datenschutzbeauftragter Berlins
- 1947: Latif Nazemi, afghanischer Dichter, Literaturkritiker und Schriftsteller
- 1950: Ismael Rueda Sierra, kolumbianischer Erzbischof

#### 1951–1975
- 1951: Ed Stelmach, kanadischer Politiker

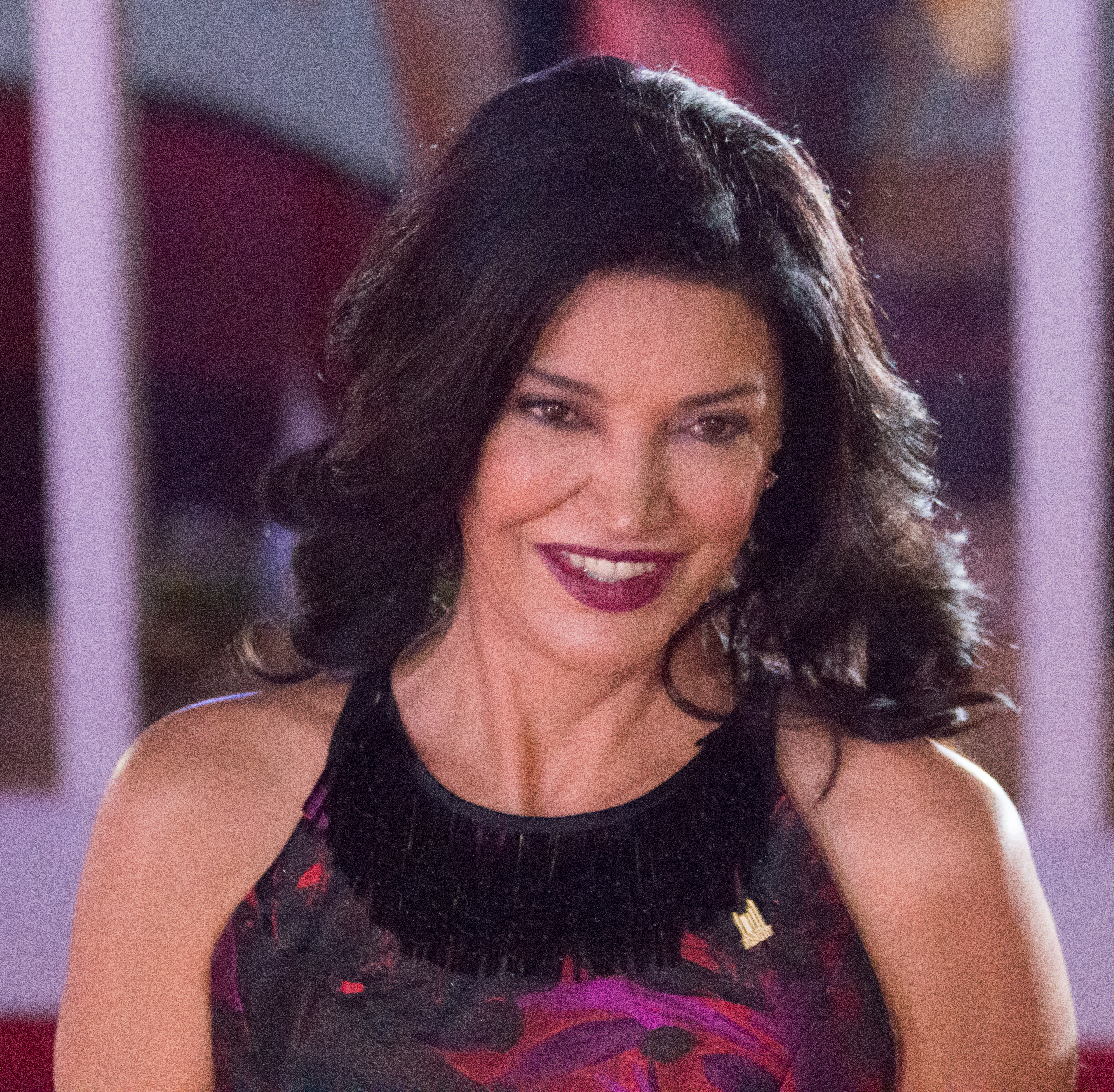
Shohreh Aghdashloo (* 1952)

- 1952: Shohreh Aghdashloo, iranische Schauspielerin
- 1952: Marcella Althaus-Reid, britische Theologin
- 1952: Frances Fisher, britisch-US-amerikanische Schauspielerin
- 1952: Hallur Ellingsgaard, färöischer Lehrer, Schulbuchautor und Parteivorsitzender
- 1952: Monika Kaserer, österreichische Skirennläuferin
- 1952: Renaud Séchan, französischer Musiker
- 1953: Helma Orosz, deutsche Politikerin
- 1953: Thomas Middelhoff, deutscher Manager
- 1955: Rainer Niemeyer, deutscher Handballspieler
- 1955: Thomas Rühmann, deutscher Schauspieler
- 1955: J. J. Jeczalik, britischer Keyboarder und Programmierer
- 1956: Claude Lenners, luxemburgischer Komponist
- 1956: Jella Teuchner, deutsche Politikerin, MdB
- 1956: Pierin Vincenz, Schweizer Bankmanager

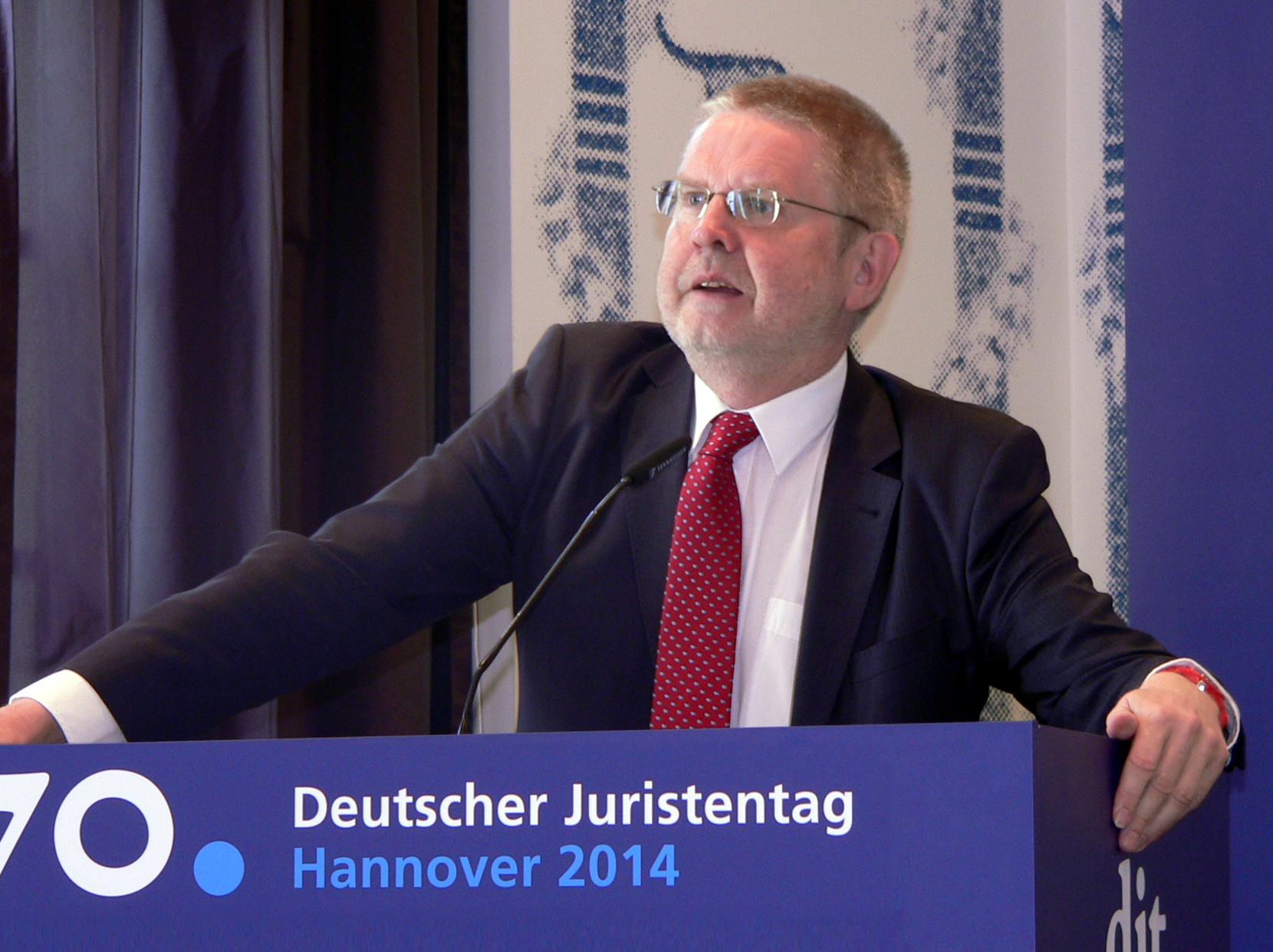
Hans-Günter Henneke (* 1957)

- 1957: Hans-Günter Henneke, deutscher Honorarprofessor und Präsidialmitglied des Deutschen Landkreistages
- 1957: Manfred Hausleitner, österreichischer Schlagzeuger
- 1957: Peter North, US-amerikanischer Schauspieler und Pornodarsteller
- 1958: Peter Antonie, australischer Ruderer und Olympiasieger
- 1958: Tim Bollerslev, dänischer Ökonom
- 1958: Christian Brando, US-amerikanischer Schauspieler
- 1958: Eveline Wirth, Schweizer Freestyle-Skierin und Snowboarderin
- 1959: Patrizia Busignani,  san-marinesische Politikerin, Capitana Reggente von San Marino
- 1960: Jesper Christian Asholt, dänischer Schauspieler
- 1960: Wolodymyr Dolhow, sowjetischer Schwimmer
- 1960: Sergio Ermotti, Schweizer Bankmanager
- 1960: Jürgen Schult, deutscher Leichtathlet und Olympiasieger
- 1960: Heike Ulrich, deutsche Schauspielerin
- 1961: Christiane Arp, deutsche Journalistin
- 1962: Grega Benedik, slowenischer Skirennläufer
- 1962: Luca Drudi, italienischer Automobilrennfahrer
- 1962: Emmanuelle Haïm, französische Dirigentin und Cembalistin
- 1962: Steve Wacholz, US-amerikanischer Schlagzeuger
- 1963: Michael S. Aßländer, deutscher Wirtschaftsethiker
- 1963: Ingbert Liebing, deutscher Politiker

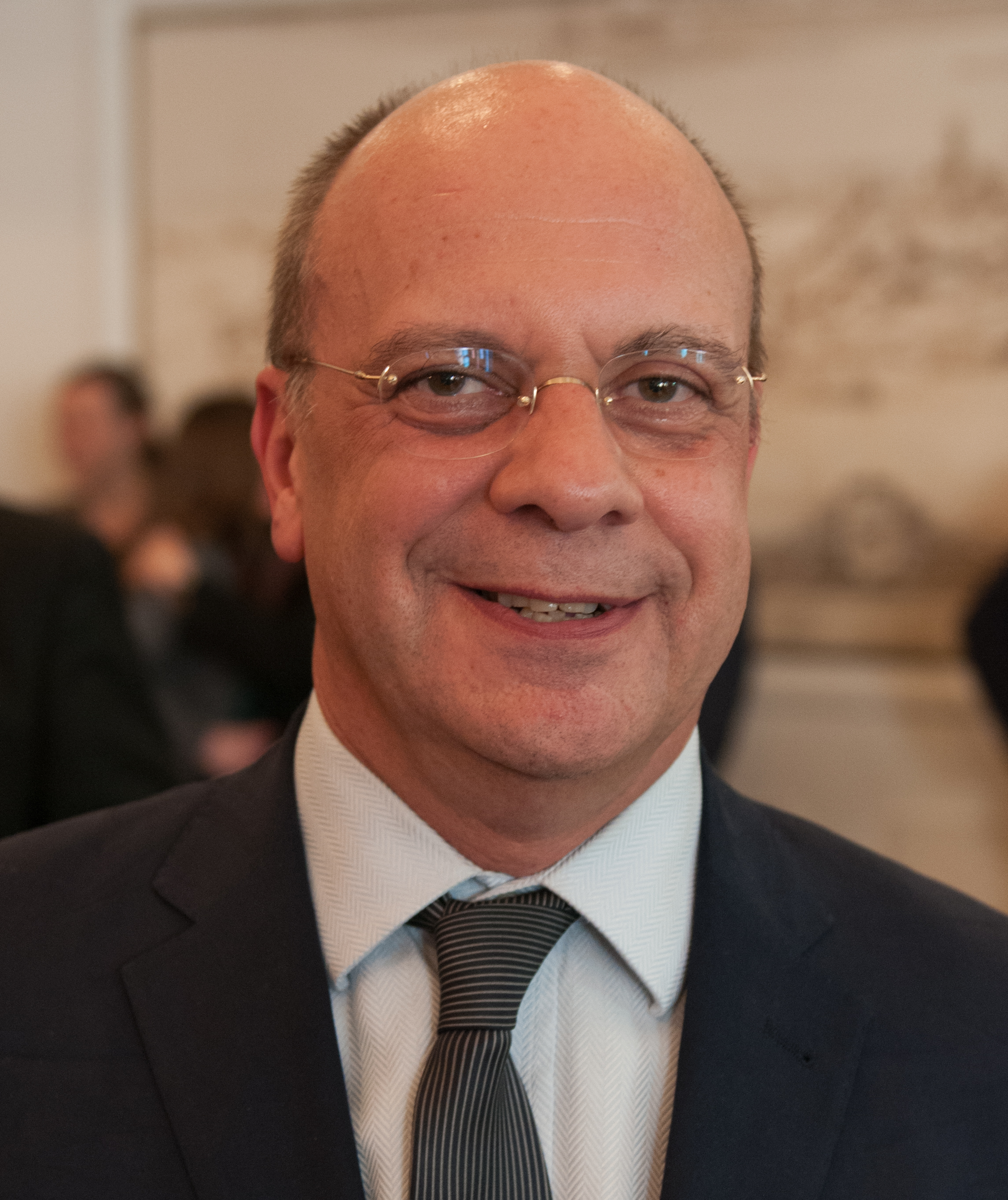
Michael Hartmann (* 1963)

- 1963: Michael Hartmann, deutscher Politiker
- 1963: Natasha Richardson, britische Filmschauspielerin
- 1964: Efstratios Apostolakis, griechischer Fußballspieler
- 1964: Billy Bean, US-amerikanischer Baseballspieler
- 1964: Andreas Brand, deutscher Kommunalpolitiker
- 1964: E. O. Chirovici, rumänischer Ökonom, Schriftsteller und Journalist
- 1964: Michele Camillo Ferrari, Schweizer Mittellateinischer Philologe
- 1964: Tina Hassel, deutsche Journalistin und Fernsehmoderatorin
- 1964: Tim Blake Nelson, US-amerikanischer Film- und Theaterschauspieler, Filmregisseur, Drehbuchautor und Filmproduzent
- 1964: John Parrott, englischer Snookerspieler
- 1965: Guido Maria Kretschmer, deutscher Modedesigner und TV-Moderator
- 1965: Marty Chan, kanadischer Schriftsteller
- 1965: Stefano Domenicali, italienischer Motorsportfunktionär
- 1965: Torsten Koop, deutscher Fußballschiedsrichter
- 1965: Charles-Louis Seck, senegalesischer Leichtathlet
- 1966: Angela Elis, deutsche Fernsehmoderatorin
- 1966: Nancy Hower, US-amerikanische Film-, Theaterschauspielerin und Musikerin
- 1966: Estelle Lefébure, französisches Model und Schauspielerin

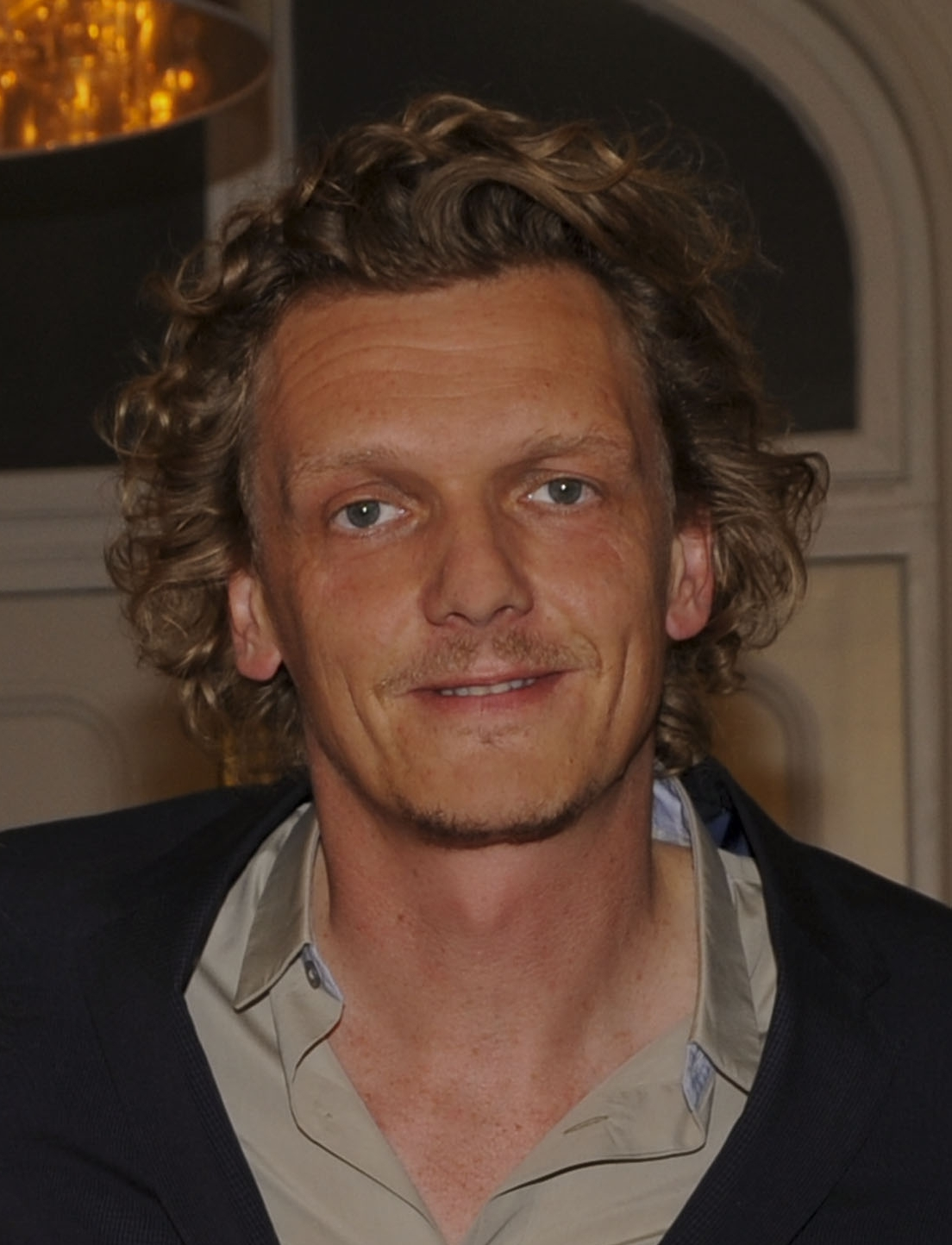
Thomas Oberender (* 1966)

- 1966: Thomas Oberender, deutscher Autor und Dramaturg
- 1966: Christoph Schneider, deutscher Musiker
- 1966: Christine Skropke, deutsche Badmintonspielerin
- 1967: Alberto García Aspe, mexikanischer Fußballspieler
- 1967: Apache Indian, britischer Rapper, Sänger und Songwriter
- 1967: Inka Schneider, deutsche Moderatorin und Journalistin
- 1968: Hendryk Schamberger, deutscher Eiskunstläufer und Eiskunstlauftrainer
- 1968: Pavel Gross, deutsch-tschechischer Eishockeytrainer und ehemaliger Eishockeyspieler
- 1969: Yasutaka Hinoi, japanischer Automobilrennfahrer
- 1969: Tanja Petry, deutsche Filmeditorin
- 1969ː Annie Pootoogook, kanadische Inuit-Künstlerin
- 1969: Helmut Schmidinger, österreichischer Komponist, Veranstalter, Musikpädagoge und Notengrafiker
- 1969: Simon Vroemen, niederländischer Leichtathlet
- 1970: Phillip DeVona, US-amerikanischer Schauspieler
- 1970: Harold Ford junior, US-amerikanischer Politiker
- 1970: Johanna Christine Gehlen, deutsche Schauspielerin
- 1970: Nicky Katt, US-amerikanischer Schauspieler

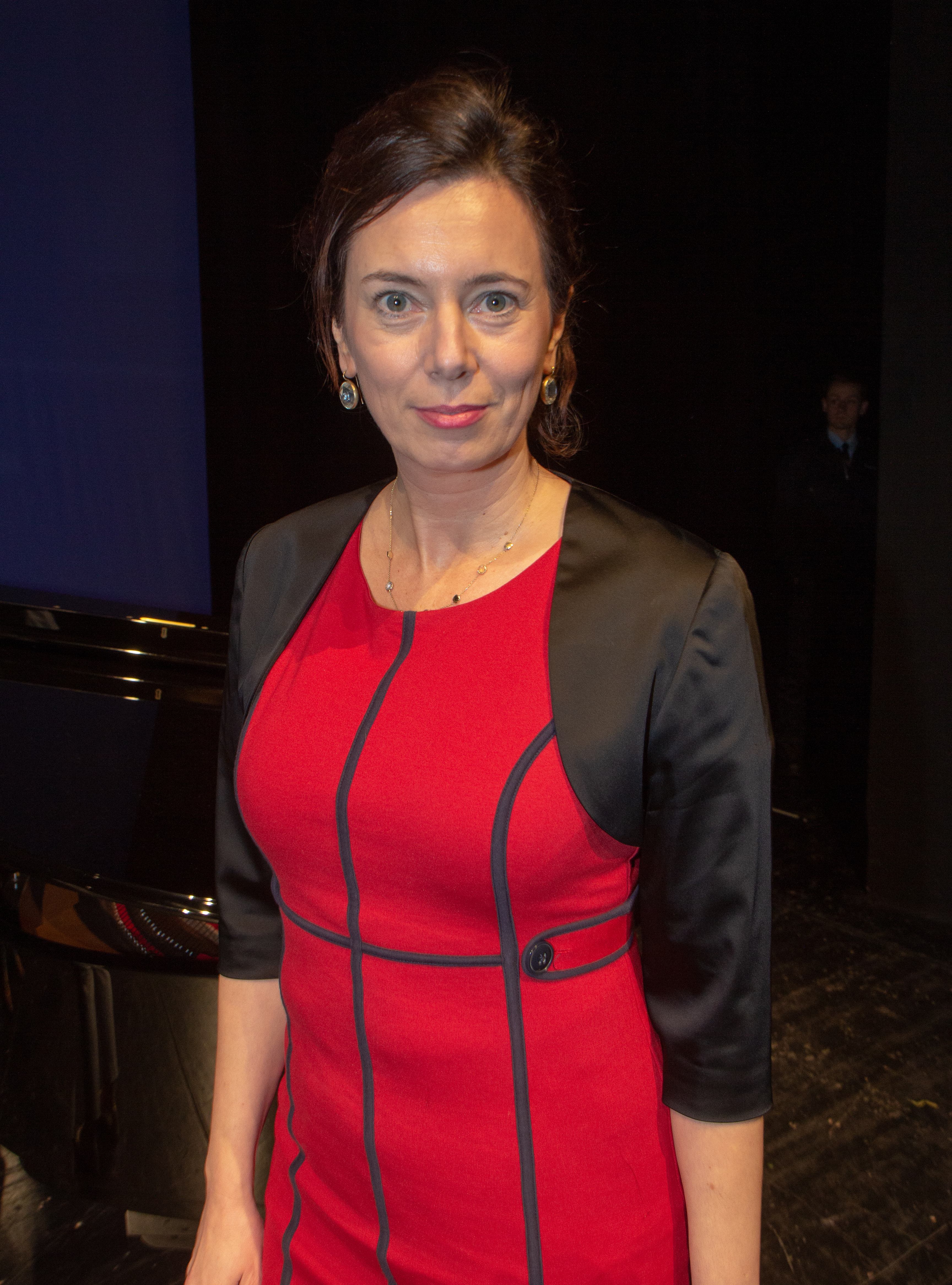
Eva Menasse (* 1970)

- 1970: Eva Menasse, österreichische Schriftstellerin
- 1971: Dominique Arribagé, französischer Fußballspieler und -trainer
- 1971: Mathias Schlung, deutscher Schauspieler und Comedian
- 1971: Markus Meyer, deutscher Burgschauspieler
- 1972: Jenny Elvers, deutsche Schauspielerin und Moderatorin
- 1972: Tomáš Dvořák, tschechischer Leichtathlet
- 1973: Britta Becker, deutsche Feldhockeyspielerin
- 1973: Isabelle Flachsmann, Schweizer Sängerin, Tänzerin und Schauspielerin
- 1973: Igor Matovič, slowakischer Politiker
- 1973: Sabine Völker, deutsche Eisschnellläuferin
- 1973: Tsuyoshi Ogata, japanischer Marathonläufer
- 1974: Simon Aspelin, schwedischer Tennisspieler
- 1974: Benoît Magimel, französischer Schauspieler
- 1974: Zany, niederländischer DJ und Musikproduzent
- 1975: Sascha Lobo, deutscher Autor, Publizist, Journalist und Blogger
- 1975: Manuel Löwensberg, Schweizer Schauspieler
- 1975: Danny Schwarz, deutscher Fußballspieler

#### 1976–2000
- 1976: Kardinal Offishall, kanadischer Rapper
- 1976: Sahlene, schwedische Popsängerin

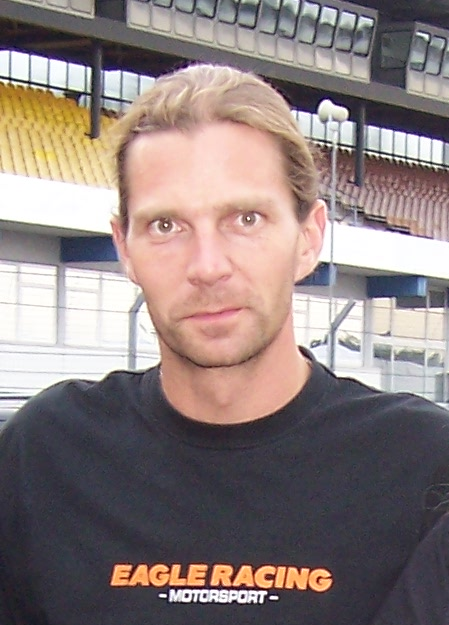
Janne Ahonen (* 1977)

- 1977: Janne Ahonen, finnischer Skispringer
- 1977: Oliver Bröcker, deutscher Schauspieler
- 1977: Nikolai Walerjewitsch Bolschakow, russischer Skilangläufer
- 1977: Pablo García, uruguayischer Fußballspieler
- 1977: Sina Mainitz, deutsche Journalistin
- 1977: Victor Matfield, südafrikanischer Rugbyspieler
- 1978: Laetitia Casta, französisches Fotomodell und Schauspielerin
- 1978: Antonio Colom, spanischer Radrennfahrer
- 1980: Nevio Passaro, deutsch-italienischer Musiker
- 1981: Austin O’Brien, US-amerikanischer Filmschauspieler
- 1982: Cory Monteith, kanadischer Schauspieler
- 1983: Holly Valance, neuseeländische Schauspielerin und Sängerin
- 1983: Matt Leinart, US-amerikanischer American-Football-Spieler
- 1984: Andrés Iniesta, spanischer Fußballspieler
- 1984: Arttu Lappi, finnischer Skispringer
- 1984: Diego Rottensteiner, österreichischer Fußballspieler
- 1986: Abou Diaby, französischer Fußballspieler
- 1986: Gandsorigiin Mandachnaran, mongolischer Ringer
- 1988: Ace Hood, US-amerikanischer Rapper
- 1988: Oscar Carlén, schwedischer Handballspieler und -trainer

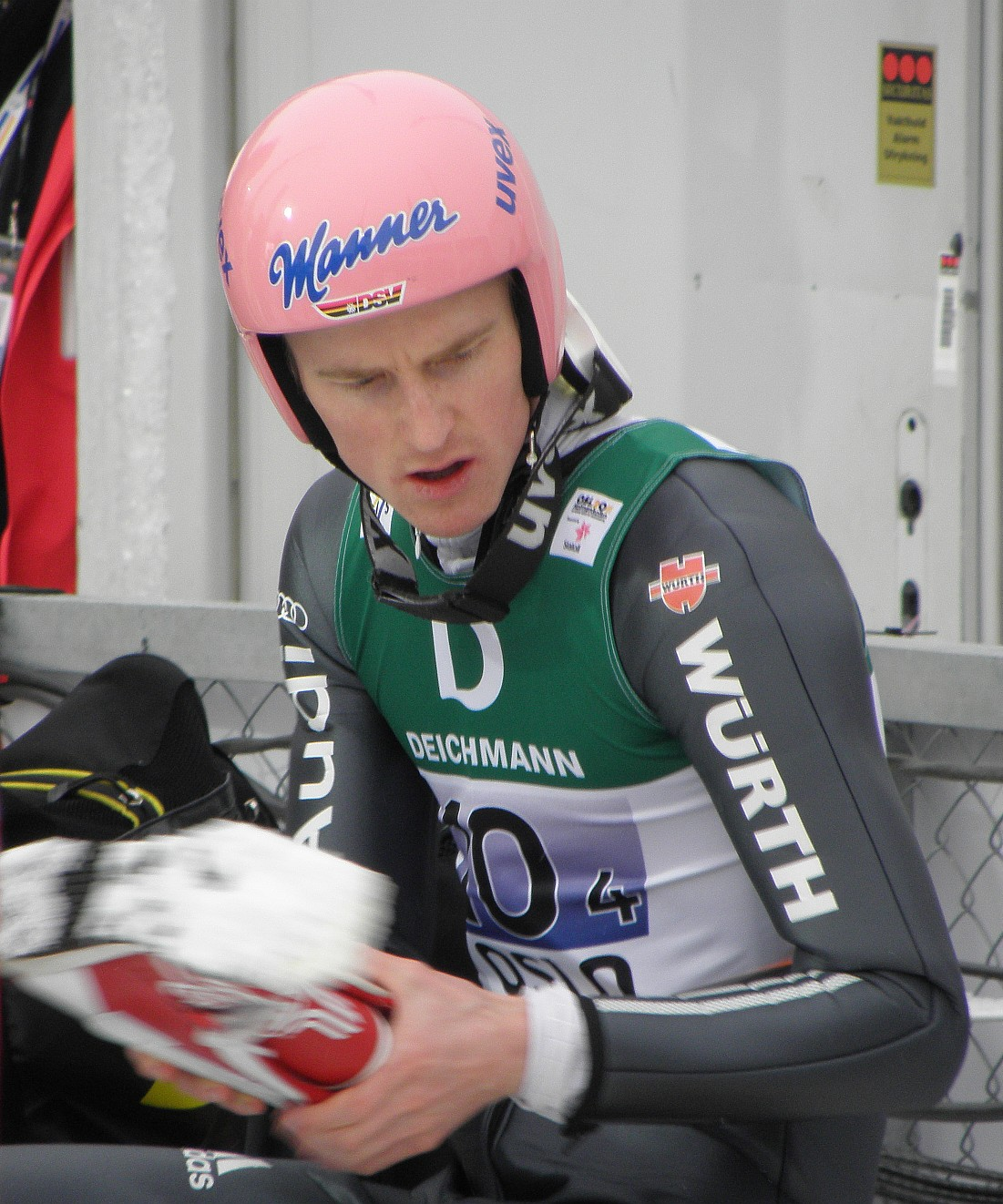
Severin Freund (* 1988)

- 1988: Severin Freund, deutscher Skispringer
- 1988: Marcel Kittel, deutscher Radrennfahrer
- 1988: Moritz von Zeddelmann, deutscher Schauspieler
- 1989: Katrin Neudolt, österreichische Badmintonspielerin
- 1989: Giovani dos Santos, mexikanischer Fußballspieler
- 1990: Florian Hart, österreichischer Fußballspieler
- 1990: Julian Leal, kolumbianischer Rennfahrer
- 1990: Kilian Wenger, Schweizer Schwinger
- 1992: Bettina Auer, deutsche Schriftstellerin
- 1992: Thibaut Courtois, belgischer Fußballspieler
- 1992: Pierre-Ambroise Bosse, französischer Leichtathlet
- 1993: Josef Černý, tschechischer Radrennfahrer
- 1993: Jhon Córdoba, kolumbianischer Fußballspieler
- 1993: Maurice Harkless, US-amerikanischer Basketballspieler
- 1994: Dmytro Biloserow, ukrainischer Billardspieler
- 1994: Ana-Carolina Kleine, deutsche Schauspielerin
- 1995: Jan Mejdr, tschechischer Fußballspieler
- 1995: Lorenzo Sonego, italienischer Tennisspieler
- 1997: Tom Brüntrup, deutscher Politiker
- 1997: Lana Condor, vietnamesisch-amerikanische Schauspielerin
- 1997: Lukas Stagge, deutscher Fußballspieler
- 1998: Mërgim Berisha, deutscher Fußballspieler
- 1998: Samuele Rivi, italienischer Radrennfahrer
- 1999: Amir Adamowitsch Adujew, russisch-französischer Fußballspieler
- 1999: Robin Briguet, Schweizer Freestyle-Skisportler
- 1999: Sabrina Carpenter, US-amerikanische Schauspielerin und Sängerin
- 1999: Madison Lintz, US-amerikanische Schauspielerin
- 1999: Emmy Russ, deutsche Laiendarstellerin
- 1999: Eetu Vertainen, estnischer Fußballspieler
- 2000: Yuki Tsunoda, japanischer Automobilrennfahrer

### 21. Jahrhundert
- 2005: Gwyneth ten Raa, luxemburgische Skirennläuferin
- 2006: Conrad Laursen, dänischer Automobilrennfahrer

## Gestorben

### Vor dem 18. Jahrhundert
- 0907: Egilmar, Bischof von Osnabrück
- 0912: Leo VI., byzantinischer Kaiser
- 0925: Nikolaus I., Patriarch von Konstantinopel
- 0940: Eutychios von Alexandria, melkitischer Patriarch von Alexandrien
- 0994: Maiolus, Abt von Cluny
- 1028: Landry, Graf von Nevers
- 1142: Robert de Brus, normannischer Adeliger und Militär
- 1271: Heinrich I. von Raron, Bischof von Sitten
- 1304: Ghazan Ilchan, mongolischer Ilchan von Persien
- 1313: Robert Winchelsey, englischer Geistlicher
- 1371: Irmgard von Hohenlohe-Weikersheim, Gräfin von Nassau
- 1409: Joan Devereux, englische Adelige
- 1469: Sigmund Wann, Wunsiedler Bürger und Stiftungsgründer
- 1487: Sibylla von Helfenstein, Äbtissin des Fraumünsters in Zürich
- 1525: Hans Sippel, kaiserlicher Landsknechthauptmann und Oberster Feldhauptmann des Werrahaufens im Großen Deutschen Bauernkrieg
- 1528: Eitelhans Langenmantel, Augsburger Patrizier, Märtyrer der Täuferbewegung
- 1587: Élie Vinet, französischer Übersetzer, Historiker und Lehrer

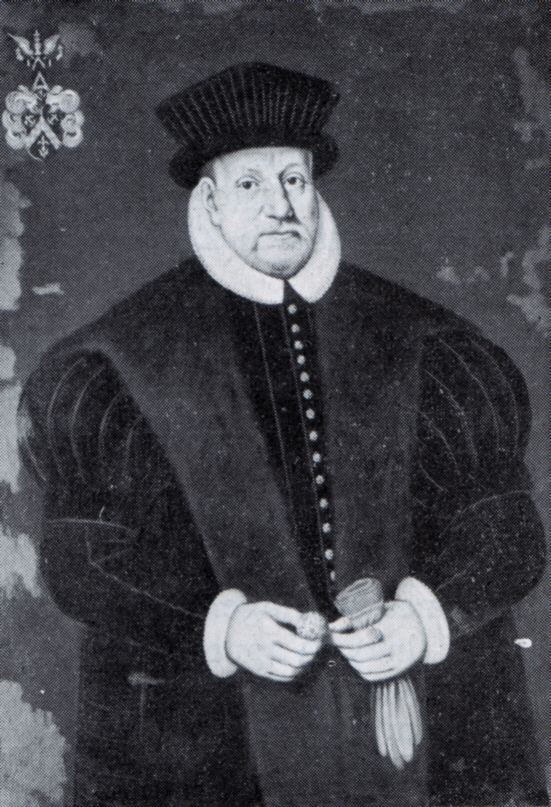
Johann Lüdinghusen († 1589)

- 1589: Johann Lüdinghusen, Lübecker Bürgermeister
- 1592: Christoph Walther III, deutscher Maler, Bildschnitzer und Hoforganist
- 1607: Michele Ruggieri, italienischer Priester, Missionar in China
- 1609: Antoine IV. d’Estrées, französischer Adliger und Militärführer
- 1610: Matteo Ricci, italienischer Priester, Missionar in China
- 1621: Johann Arndt, deutscher Theologe
- 1633: Catherine de Clèves, Herzogin von Guise
- 1646: Yagyū Munenori, japanischer Schwertmeister und Autor
- 1660: Christoph Althofer, deutscher Theologe
- 1662: Johann Adlzreiter von Tettenweis, deutscher Jurist und Politiker
- 1662: Joachim von der Marwitz, deutscher Hofbeamter und Soldat
- 1663: Henri II. d’Orléans-Longueville, Pair und Großkammerherr von Frankreich, Herzog von Longueville, Fürst von Neuchâtel
- 1664: Salomon de Bray, niederländischer Maler, Zeichner, Städteplaner, Architekt und Dichter
- 1664: Chrysostomus Cöler, deutscher Jurist und Diplomat
- 1679: Esaias Reusner, deutscher Lautenist und Komponist
- 1694: Elisabeth Lemmerhirt, Mutter von Johann Sebastian Bach

### 18. und 19. Jahrhundert
- 1708: Jules Hardouin-Mansart, französischer Architekt
- 1715: Maria Mancini, französische Adelige, Mazarinette, Mätresse Ludwigs XIV.
- 1716: Franz de Hieronymo, italienischer Jesuit und Volksmissionar, Heiliger der römisch-katholischen Kirche
- 1731: Mary Astell, englische Schriftstellerin, Rhetorikerin und Philosophin
- 1739: Pierre Charles Trémolières, französischer Maler
- 1751: Johann Christian Kundmann, deutscher Mediziner, Numismatiker, Sammler und Buchautor
- 1754: Fortunato da Brescia, italienischer Theologe, Franziskaner und Philosoph
- 1758: Johann Georg Oldekop, deutscher Geistlicher
- 1760: Alaungpaya, birmanischer König
- 1763: Natalja Fjodorowna Lopuchina, russische Adlige
- 1771: Franz Edmund Weirotter, österreichischer Maler und Radierer
- 1778: William Pitt, 1. Earl of Chatham, britischer Politiker, Lordsiegelbewahrer, Premierminister
- 1779: John Hart, britisch-amerikanischer Farmer und Politiker, Mitglied des Kontinentalkongresses, einer der Gründerväter der USA
- 1789: Benigna Justine von Watteville, deutsche Missionarin der Herrnhuter Brüder
- 1814: Robert Treat Paine, britisch-amerikanischer Jurist und Politiker, Mitglied des Kontinentalkongresses, einer der Gründerväter der USA
- 1817: Jean-Siffrein Maury, französischer Geistlicher und Diplomat, Bischof von Montefiascone, Erzbischof von Paris, Kardinal
- 1828: Jeremiah Chase, US-amerikanischer Jurist und Politiker, Mitglied des Kontinentalkongresses
- 1838: Thomas Andrew Knight, britischer Botaniker und Pomologe
- 1838: Jędrzej Śniadecki, polnischer Chemiker und Arzt
- 1849: Otto Nicolai, deutscher Komponist
- 1849: Stephan Ludwig Roth, siebenbürgisch-sächsischer Schriftsteller, Schulreformer und Politiker
- 1853: Dominikus Kuenzer, deutscher Geistlicher, MdL, Mitglied der Frankfurter Nationalversammlung
- 1854: Sara Levy, deutsche Cembalistin, Musikaliensammlerin, Salonnière und Mäzenin

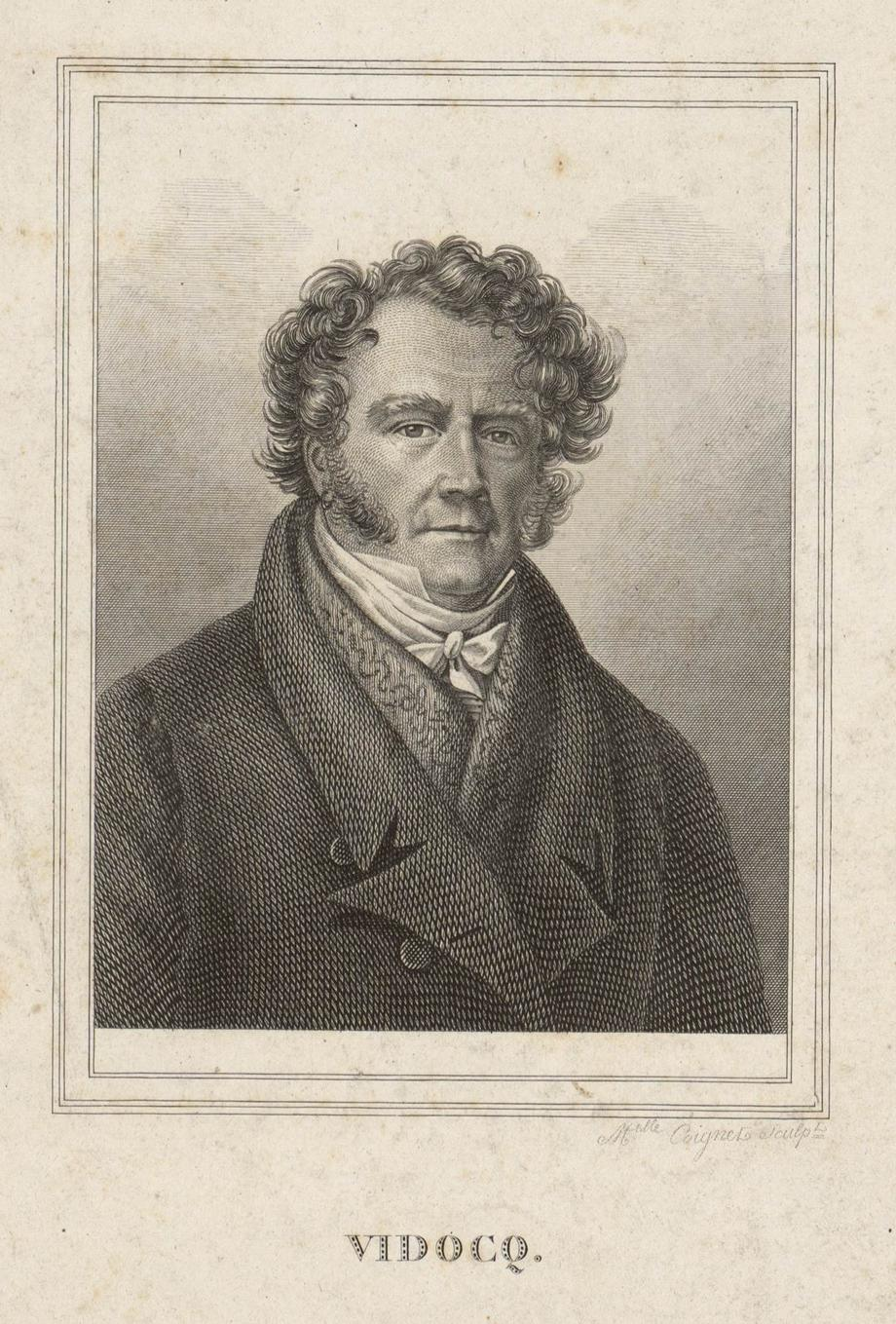
Eugène François Vidocq († 1857)

- 1857: Eugène François Vidocq, französischer Krimineller, Kriminalist und erster Detektiv
- 1859: Johann von Österreich, österreichischer Feldmarschall, deutscher Reichsverweser
- 1865: Carl Högl, österreichischer Stadtbaumeister
- 1866: George Edmund Badger, US-amerikanischer Jurist und Politiker, Minister, Senator
- 1867: Johann Friedrich Hermann Albers, deutscher Mediziner und Pathologe
- 1871: John Herschel, britischer Astronom
- 1873: Ignacio Agramonte, kubanischer Rechtsanwalt und Freiheitskämpfer
- 1877: Johann Heinrich Achterfeld, deutscher Theologe, Professor und Herausgeber
- 1878: Maximilian Joseph Auer, deutscher Porzellanmaler
- 1881: Henri-Frédéric Amiel, Schweizer Schriftsteller und Philosoph
- 1885: Ferdinand von Hiller, deutscher Komponist
- 1888: Frederick Miller, deutschamerikanischer Unternehmer, Begründer der Miller Brewing Company
- 1891: Alexandre Edmond Becquerel, französischer Physiker
- 1891: Eugène Ortolan, französischer Jurist, Diplomat und Komponist

### 20. Jahrhundert

#### 1901–1950
- 1914: Willy Pöge, deutscher Unternehmer, Pferde-, Rad- und Motorsportler
- 1916: Christian Cappelen, norwegischer Organist und Komponist
- 1916: Max Reger, deutscher Komponist und Organist

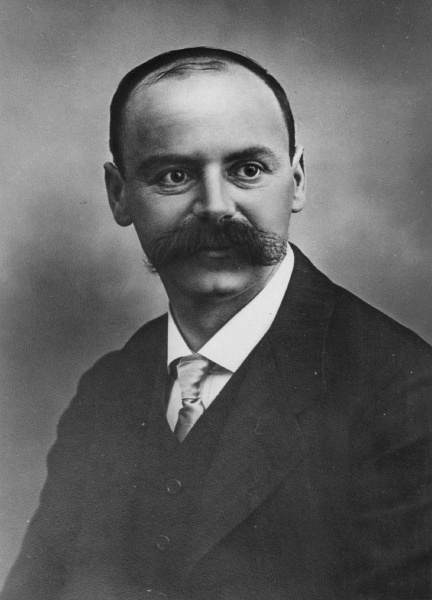
Karl Schwarzschild († 1916)

- 1916: Karl Schwarzschild, deutscher Astronom und Physiker
- 1917: Otto Klauwell, deutscher Komponist
- 1920: Jim Colosimo, Italo-Amerikaner, Vorgänger von Al Capone als Führer der Unterwelt von Chicago
- 1920: William Dean Howells, US-amerikanischer Schriftsteller
- 1920ː Bertha Schrader, deutsche Malerin, Grafikerin und Lithografin
- 1927: Juan Gris, spanisch-französischer Maler des Kubismus
- 1928: Emil Bohnke, deutscher Komponist, Dirigent und Bratschist
- 1928: Lilli Bohnke, deutsche Violinistin
- 1931: Georg Wissowa, deutscher klassischer Philologe
- 1931: Arno Zaspel, deutscher Motorradrennfahrer
- 1934ː Clotilde Schilling, deutsche Malerin und Bildhauerin, Mitglied der Gruppe Dresdner Künstlerinnen

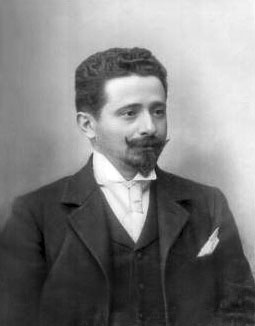
Afonso Costa († 1937)

- 1937: Afonso Costa, portugiesischer Politiker, mehrfacher Finanzminister und Ministerpräsident seines Landes
- 1937: Viliam Figuš-Bystrý, slowakischer Komponist
- 1938: Friedrich Eckenfelder, deutscher Maler
- 1938: Jewgeni Karlowitsch Miller, General im Russischen Bürgerkrieg
- 1938: Friedrich Knutzen, deutscher Politiker
- 1942: Hagiwara Sakutarō, japanischer Schriftsteller
- 1944: Marat Kasej, belarussischer Partisanenkämpfer, Held der Sowjetunion
- 1944: Florine Stettheimer, US-amerikanische Malerin
- 1944: Max Uhle, deutscher Archäologe
- 1945: John Rogers Commons, US-amerikanischer Ökonom und Soziologe
- 1945: Zyrill Fischer, österreichischer Franziskanerpater und Widerstandskämpfer
- 1945: William von Simpson, deutscher Schriftsteller
- 1946: Ernst Wettig-Weissenborn, niederländischer Komponist deutscher Abstammung
- 1947: Richard Ohnsorg, deutscher Schauspieler, Theatergründer und Intendant
- 1947: Ture Rangström, schwedischer Komponist, Dirigent, Gesangslehrer und Musikkritiker

#### 1951–2000
- 1952: Alessio Ascalesi, italienischer Ordensgeistlicher, Erzbischof von Neapel
- 1952: Philipp Müller, deutscher Kommunist, in Essen von einem Polizisten erschossen

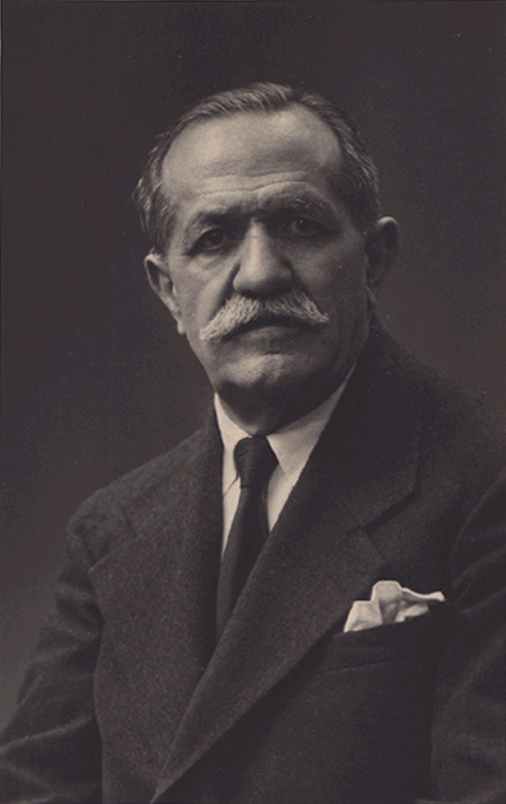
Giovanni Tebaldini († 1952)

- 1952: Giovanni Tebaldini, italienischer Komponist, Musikwissenschaftler und Organist
- 1953: Jean Adair, kanadische Schauspielerin
- 1953: Bradley Walker Tomlin, US-amerikanischer Maler
- 1953: Willy Schootemeijer, niederländischer Komponist
- 1954: Sait Faik, türkischer Schriftsteller
- 1954: Henri Koch, luxemburgischer Bobfahrer
- 1955: Nikolai Mitrofanowitsch Krylow, russisch-sowjetischer Mathematiker
- 1956: Walter Sydney Adams, US-amerikanischer Astronom
- 1956: Matsumoto Takashi, japanischer Schriftsteller
- 1958: Beatrice Langley, englische Geigerin
- 1960: Josef Auinger, österreichischer Kriminalbeamter

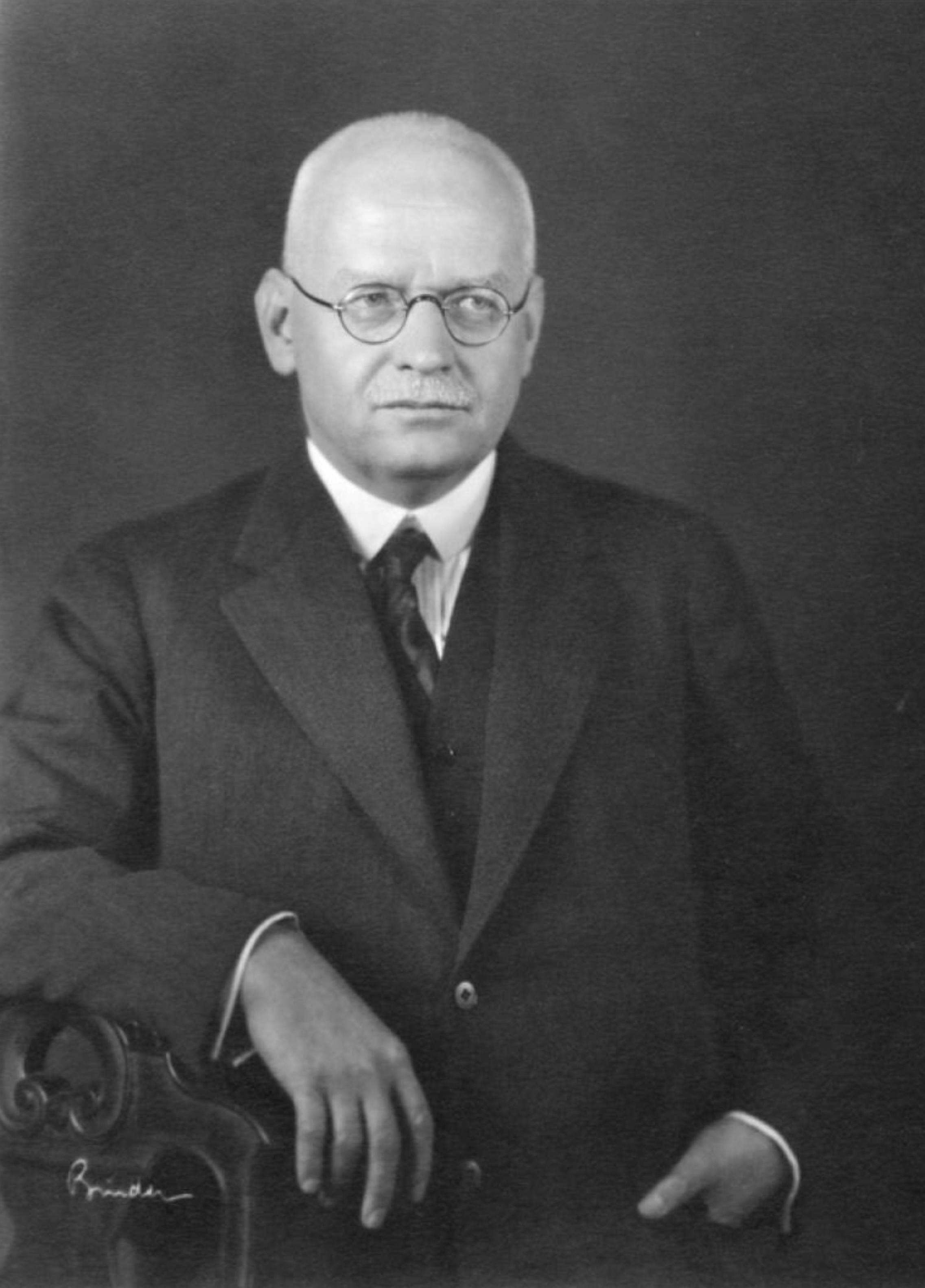
Hans Luther († 1962)

- 1962: Hans Luther, deutscher Politiker, Reichskanzler in der Weimarer Republik
- 1962: Richard Reitzner, deutscher Politiker und MdB
- 1963: Herbert Spencer Gasser, US-amerikanischer Neurophysiologe
- 1966: Henry S. Caulfield, US-amerikanischer Politiker
- 1969: Jim Bowdoin, US-amerikanischer American-Football-Spieler
- 1970: Johnny Hodges, US-amerikanischer Jazz-Saxophonist
- 1971: Hans Carste, deutscher Komponist und Dirigent
- 1971: Rafał Wojaczek, polnischer Dichter
- 1973: Bohdan Arct, polnischer Autor und Jagdflieger
- 1973: Lex Barker, US-amerikanischer Schauspieler
- 1973: Odd Grüner-Hegge, norwegischer Komponist, Dirigent und Pianist
- 1976: Alvar Aalto, finnischer Architekt und Designer
- 1976: Heinrich Baaken, deutscher römisch-katholischer Geistlicher, Weihbischof des Bistums Münster
- 1979: Felix von Eckardt, deutscher Politiker und MdB
- 1979: Lester Flatt, US-amerikanischer Country-Musiker
- 1979: Josef Petrak, österreichischer Liedtexter und Komponist

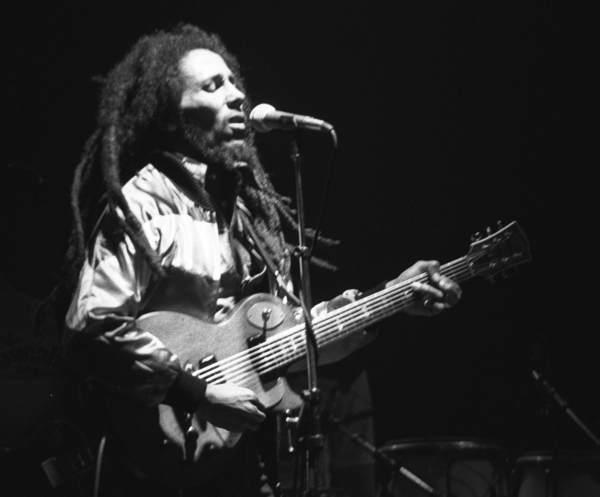
Bob Marley († 1981)

- 1981: Bob Marley, jamaikanischer Reggae-Musiker
- 1981: Heinz-Herbert Karry, deutscher Politiker, MdL, Landesminister, Attentatsopfer
- 1981: Odd Hassel, norwegischer Chemiker
- 1982: Åke Gustav Andersson, schwedischer Eishockeyspieler
- 1984: Stanislav Šebek, tschechischer Komponist und Musikpädagoge
- 1984: Toni Turek, deutscher Fußballspieler
- 1985: Ria Ginster, deutsche Sängerin und Gesangspädagogin
- 1985: Piet van Mever, niederländischer Komponist und Dirigent
- 1987: Hans Klotz, deutscher Kirchenmusiker und Organologe
- 1988: Wilhelm Emil Mühlmann, deutscher Soziologe und Ethnologe
- 1988: Kim Philby, britischer Doppelagent
- 1989: Rafael Martínez Alba, dominikanischer Dirigent und Musikpädagoge
- 1989: Artur Wilke, deutscher Dorfschullehrer und NS-Kriegsverbrecher
- 1990: Erich Dietz, deutscher Maler und Bildhauer
- 1990: Wenedikt Wassiljewitsch Jerofejew, sowjetischer Schriftsteller
- 1990: Elsa Korén, deutsche Schauspielerin
- 1992: William A. Mueller, US-amerikanischer Tontechniker
- 1995: Hans-Joachim Böhme, DDR-Minister für Hoch- und Fachschulwesen
- 1995: David Avidan, israelischer Schriftsteller
- 1995: Tibor Sárai, ungarischer Komponist
- 1996: Ademir de Menezes, brasilianischer Fußballspieler
- 1996: Jerry Murad, US-amerikanischer Mundharmonikaspieler
- 1997: Ernie Fields, US-amerikanischer Jazzposaunist und Bandleader
- 1997: Osman Per, türkischer Fußballspieler
- 1997: Marco Richterich, Schweizer Kunstmaler
- 1998: Ernst Ising, deutscher Mathematiker und Physiker
- 1999: Werner Fuchs, deutscher Fußballspieler und -trainer
- 2000: Rudolf Pfister, Schweizer evangelischer Geistlicher und Hochschullehrer
- 2000: Paula Wessely, österreichische Schauspielerin

### 21. Jahrhundert

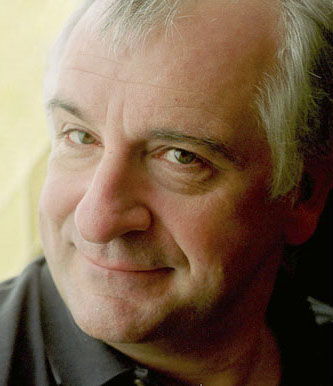
Douglas Adams († 2001)

- 2001: Douglas Adams, britischer Schriftsteller
- 2001: Wolfgang Arps, deutscher Schauspieler
- 2001: Klaus Schlesinger, deutscher Schriftsteller
- 2003: Noel Redding, britischer Gitarrist und Bassist
- 2004: John Whitehead, US-amerikanischer Musiker und Produzent
- 2006: Floyd Patterson, US-amerikanischer Boxer, Weltmeister
- 2007: Tanumafili II., Staatsoberhaupt von Samoa
- 2008: Eugen Jesser, österreichischer Chorleiter, Präsident und Direktor der Wiener Sängerknaben
- 2009: Manfred Riedel, deutscher Philosoph
- 2009: Mike Staab, deutscher Musikproduzent und DJ
- 2011: Branko Karabatić, jugoslawischer Handballspieler und -trainer
- 2012: Erich Arndt, deutscher Pfarrer
- 2013: Emmanuelle Claret französische Biathletin
- 2013: Yayé Garba, nigrischer Offizier
- 2014: Reg Gasnier, australischer Rugby-League-Spieler und -Trainer

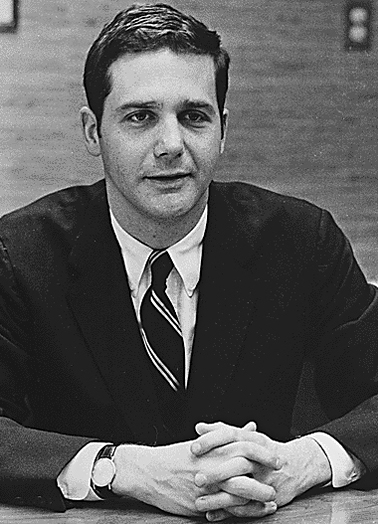
Jeb Stuart Magruder († 2014)

- 2014: Jeb Stuart Magruder, US-amerikanischer Politiker und Autor
- 2015: Jef Geeraerts, belgischer Schriftsteller
- 2015: Gideon Singer, israelischer Schauspieler
- 2016: Peter Behrens, deutscher Musiker
- 2016: Franz Viehmann, deutscher Schauspieler
- 2017: Joachim Kaiser, deutscher Journalist und Kritiker
- 2017: Bedřich Loewenstein, deutsch-tschechischer Historiker
- 2018: Gérard Genette, französischer Literaturwissenschaftler
- 2018: Horst Hagedorn, deutscher Geograph
- 2019: Thomas Silverstein, US-amerikanischer Mörder
- 2019: Mina Mangal, afghanische Journalistin und Frauenrechtlerin
- 2019: Michael Trede, deutscher Chirurg
- 2020: Ietje Paalman-de Miranda, surinamisch-niederländische Mathematikerin und Hochschullehrerin, erste weibliche ordentliche Professorin an der Universiteit van Amsterdam
- 2020: Jerry Stiller, US-amerikanischer Schauspieler
- 2021: Victor Asirvatham, malaysischer Leichtathlet
- 2021: Norman Lloyd, US-amerikanischer Schauspieler, Regisseur und Filmproduzent
- 2021: Buddy Van Horn, US-amerikanischer Stuntman und Filmregisseur

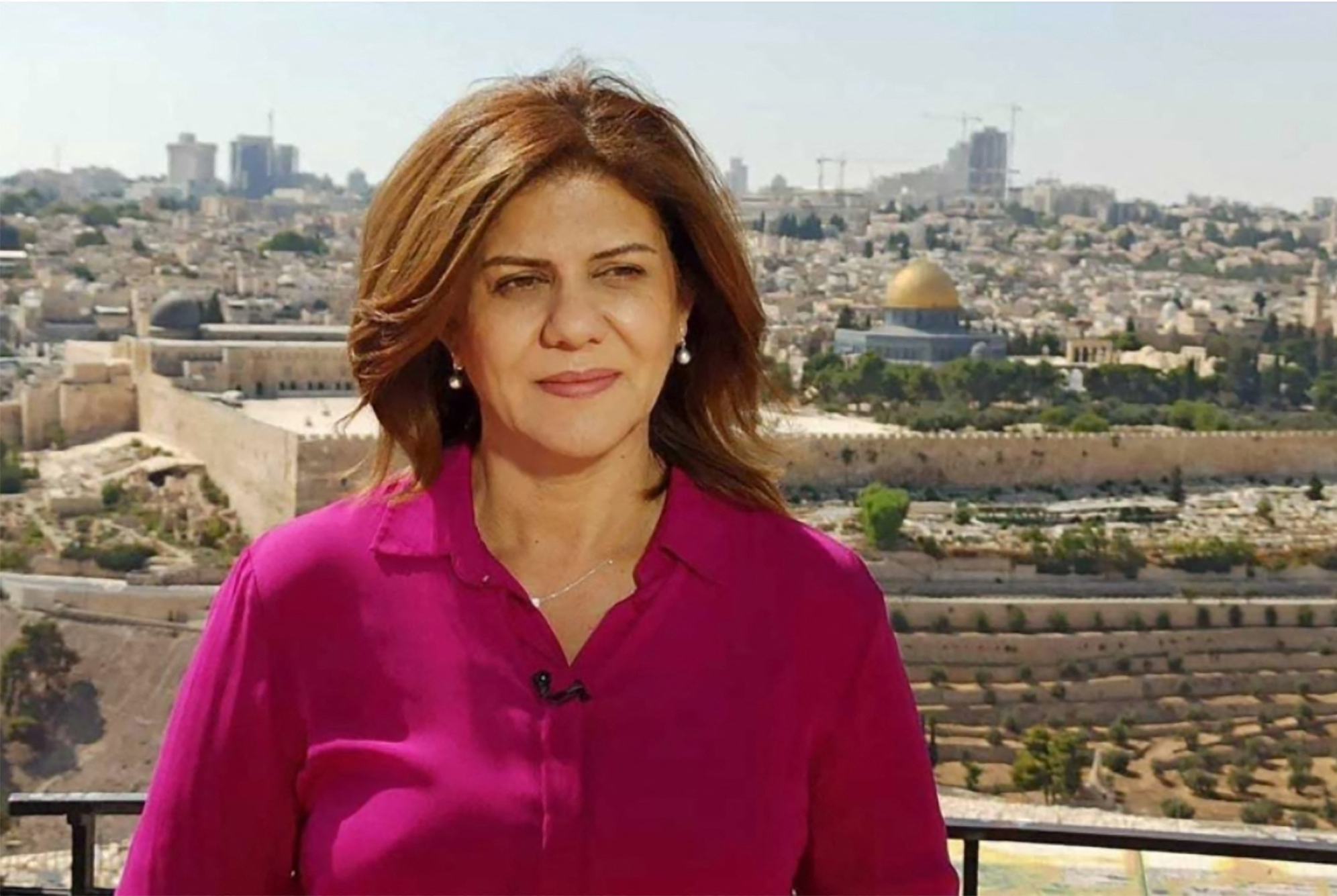
Shireen Abu Akleh († 2022)

- 2022: Shireen Abu Akleh, palästinensisch-amerikanische Journalistin
- 2022: Jeroen Brouwers, niederländischer Schriftsteller
- 2022: Josef Šorm, tschechoslowakischer Volleyballspieler
- 2023: Barry Newman, US-amerikanischer Schauspieler
- 2024: Susan Backlinie, US-amerikanische Schauspielerin
- 2024: Mary Banotti, irische Politikerin (Fine Gael) und irisches MdEP
- 2024: Mary Wells Lawrence, US-amerikanische Unternehmerin der Werbebranche

## Feier- und Gedenktage
- Kirchliche Gedenktage
  - Hl. Evellius, früher christlicher Märtyrer (katholisch und orthodox)
  - Johann Arndt, deutscher Pfarrer (evangelisch)
  - Hl. Kyrill von Saloniki, Byzantiner Abt, Missionar und Theologe (orthodox)
  - Hl. Method von Saloniki, Byzantiner Missionar, Theologe und Bischof (orthodox)
  - Hl. Maiolus, Priester, Benediktiner und vierzig Jahre lang der 4. Abt von Cluny
  - Hl. Mamertus, Bischof, „Eisheiliger“ (katholisch)

Weitere Einträge enthält die Liste von Gedenk- und Aktionstagen.